# Fernglas

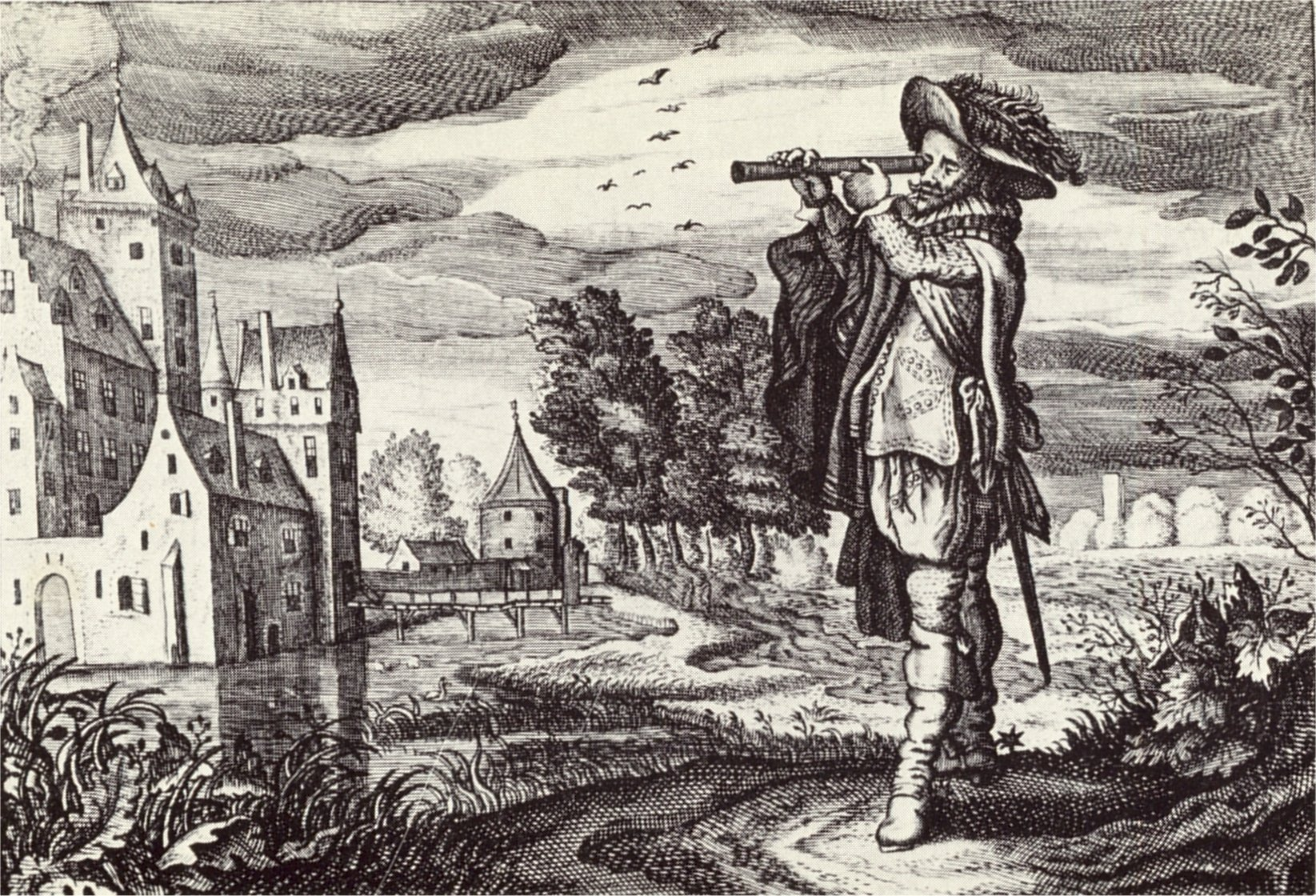
Abbildung eines frühen niederländischen Monokulars (1624)

Ein Fernglas ist ein tragbares optisches Instrument in überwiegend binokularer Ausführung, das es ermöglicht, mit beiden Augen über getrennte Strahlengänge mit Hilfe von Linsen durch eine Vergrößerung des Sehwinkels entfernte Objekte im erzeugten Bildraum um ein Vielfaches näher oder größer erscheinen zu lassen („Fern-Seher“).
Ein Fernglas ist somit ein tragbares Fernrohr. Das Fernglas wird einerseits in einfacher Linsenbauweise als Theaterglas (Opernglas, Galilei-Fernrohr) angeboten, andererseits als Prismenfernglas (Kepler-Fernrohr), das auch Feldstecher genannt wird. In einäugiger Bauweise spricht man von Monokular.
Den Übergang zu Fernrohren bilden die etwas längeren, aus Gewichts- und Konstruktionsgründen überwiegend mit Stativ zu verwendenden Spektive. Mit einem ausziehbaren Tubus werden letztere auch Auszugsfernrohre genannt.
Typische Vergrößerungen sind für Operngläser 3-fach, für Feldstecher 6- bis 10-fach und für Spektive mit Zoom-Okular 15- bis 50-fach.

Porroprismen – Fernglas, aufgeschnitten.
Objektiv, Porroprismen und Okular

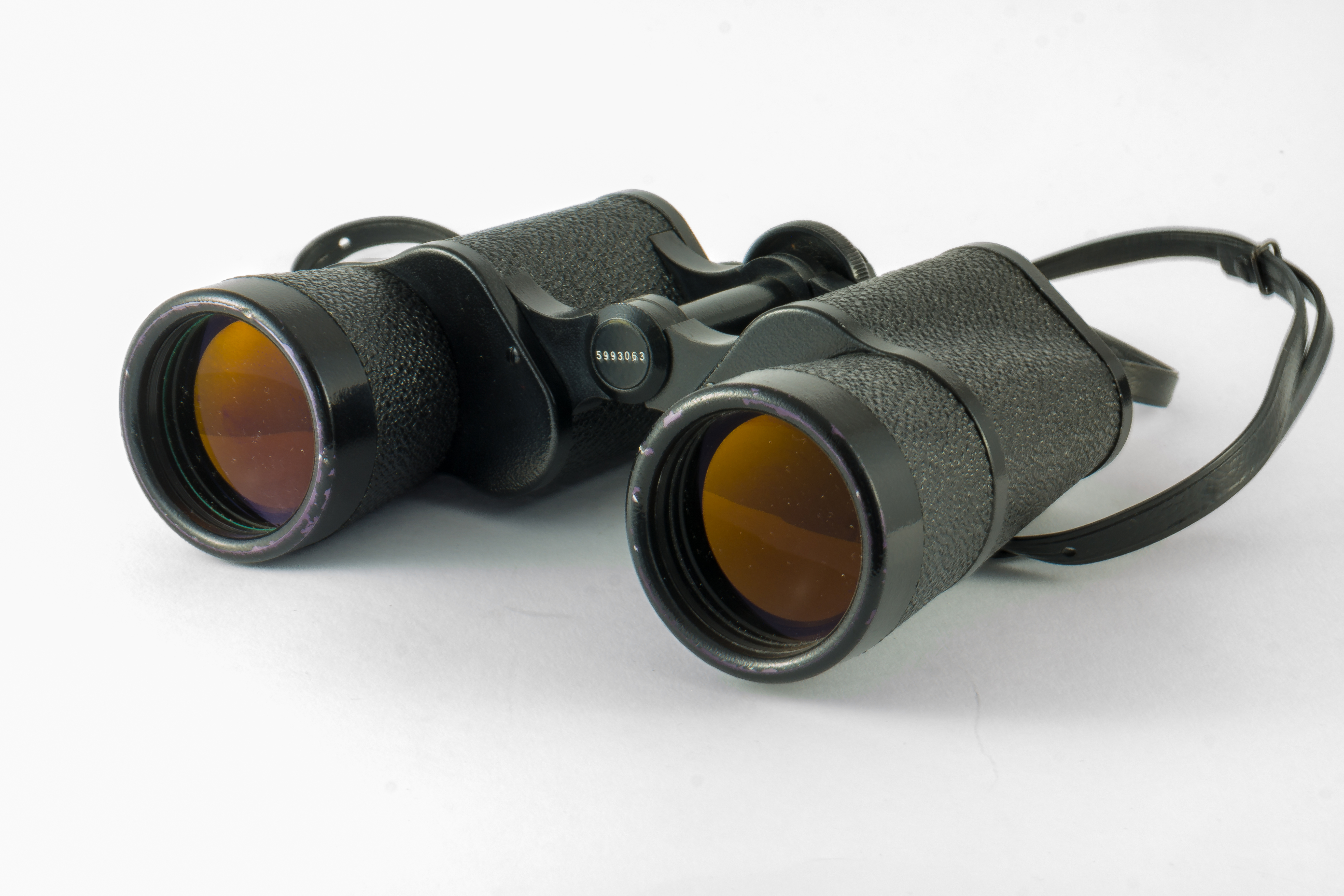
Feldstecher Dekarem 10x50, antireflexbeschichtete Objektivlinsen, VEB Carl-Zeiss-Jena, DDR, 1985

## Geschichte und Bezeichnungen

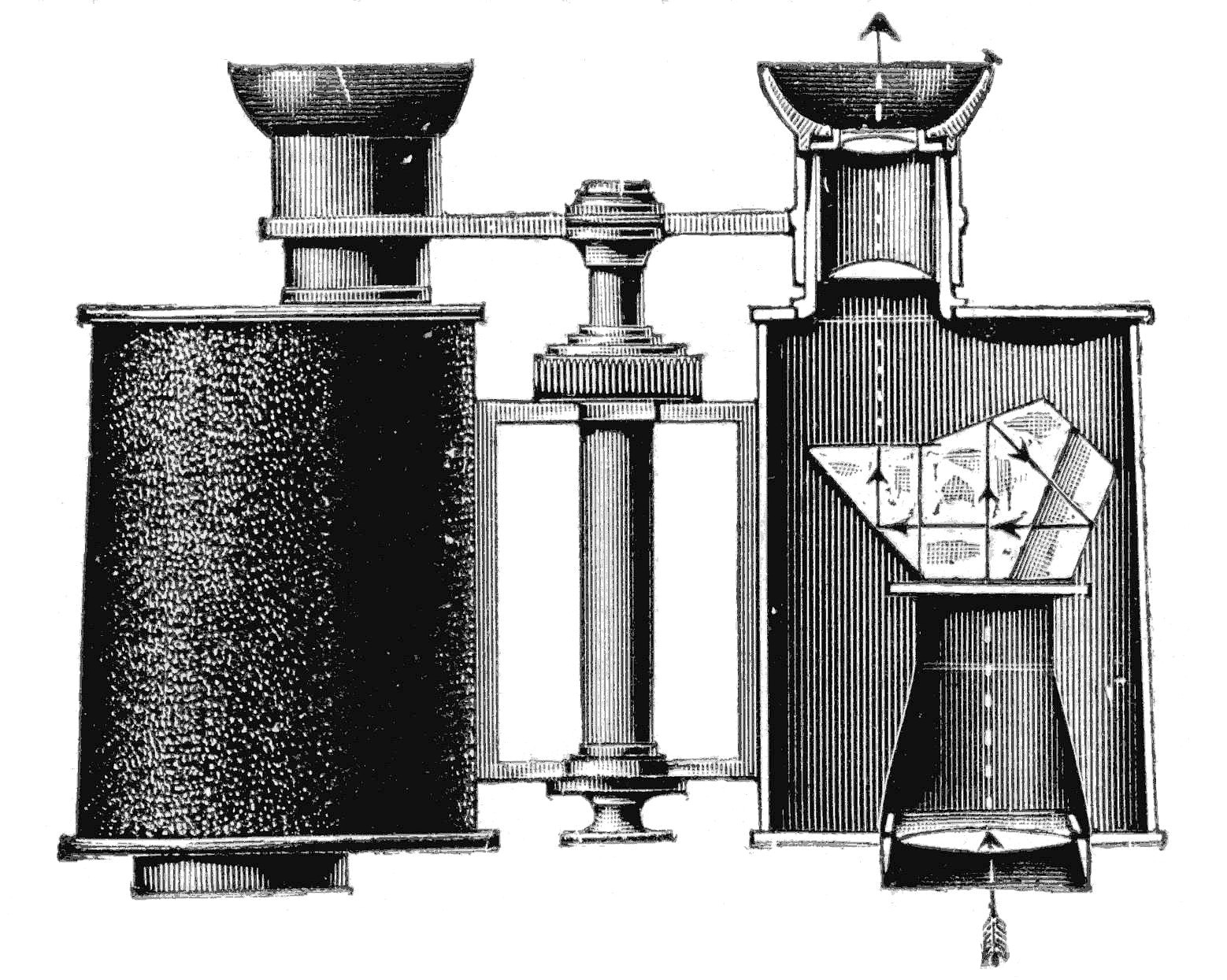
Fernglas Dialyt (M. Hensoldt & Söhne in Wetzlar, 1905)

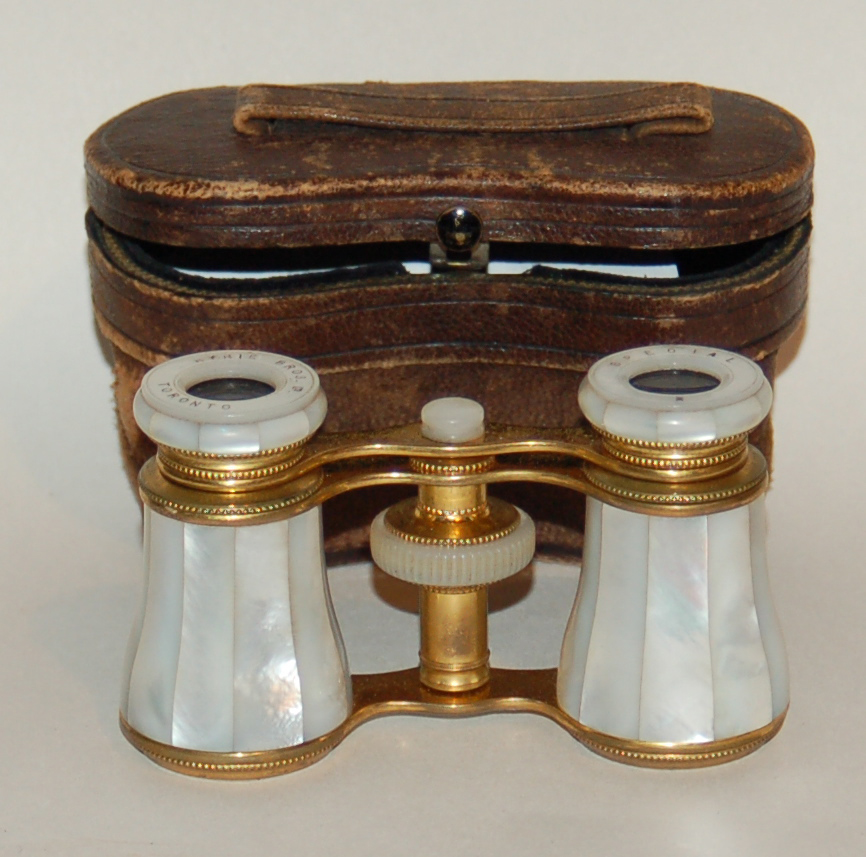
Theaterglas (frühes 20. Jahrhundert)

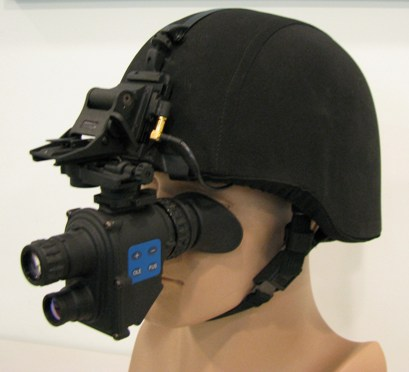
Polnisch-französisches Nachtsichtmonokular MTN-1 an Gefechtshelm (2009)

Im 19. Jahrhundert nannte man Gläser, mit deren Hilfe man auf Entfernung schärfer als ohne Hilfsmittel sehen konnte, Stechbrillen (oft als Monokel ausgebildet) und die schon vorhandenen Theatergläser kurz Stecher. Ein vornehmerer Begriff war Lorgnette, der originär für in der Hand zu haltende Brillen galt. Für die vorwiegend vom Militär im Gelände benutzten Gläser entstand daraus der Begriff Feldstecher.
Theatergläser wurden schon seit Beginn des 18. Jahrhunderts, die als achromatische Linsen zur Verfügung standen, vermehrt gefertigt. Ein Kaiserliches Privileg zu ihrer Fertigung erhielt Johann Friedrich Voigtländer 1823 in Wien. Für ein binokulares Fernglas mit ähnlichen Prismen wie die bereits bekannten und monokular angewendeten Porroprismen meldete am 9. Juli 1893 die Firma Carl Zeiss in Jena ein Patent an. Ein Prismenfernrohr mit Dachkant-Pentaprismen und der Bezeichnung Dialyt (mit je zwei Objektiv-Linsen) und ebenfalls parallel versetzten optischen Achsen baute M. Hensoldt & Söhne in Wetzlar ab 1905. Am 14. April 1905 meldete diese Gesellschaft ein Patent für ein „geradsichtiges“ Prismenfernglas mit Dachkant-Pentaprismen an.
Das Wort Fernglas wird von vielen Herstellern als übergeordneter Begriff verwendet, um unterschiedliche optische Gerätetypen mit binokularer und monokularer Konstruktion zu kennzeichnen. Im Fachhandel wird der Begriff allerdings häufig auf die binokularen Prismenferngläser beschränkt, ohne Theatergläser, Spektive, Monokulare (Prismen-Kleinfernrohre) und sonstige Fernrohre einzuschließen. Entwickler und Patentierer (z. B. Moritz Hensoldt am Ende des 19. Jahrhunderts) sprachen noch vom Prismen-Doppelfernrohr; später kam die Bezeichnung Binocles in Gebrauch: In einer Anzeige von Voigtländer & Sohn aus dem Jahre 1907 wurde für „Prismen-Binocles – für Sport, Reise, Jagd, Theater und Militär-Dienstgebrauch“ geworben.
Im Englischen gibt es kein sprachliches Äquivalent, das die gleiche heterogene Produktgruppe umfasst wie der deutsche Begriff „Fernglas“. Dort unterscheidet man begrifflich meist zwischen binoculars bzw. binocular telescopes (Feldstecher), monoculars bzw. monocular telescopes (Monokulare) sowie spotting scopes (Spektive). In der internationalen Werbesprache wird zuweilen der Begriff Sport Optics (auch: Sports Optics) für den Produktbereich verwendet.

## Typen binokularer Ferngläser
Die beiden Haupttypen der binokularen Ferngläser sind die optisch einfachen Theatergläser und die aufwändigeren Prismenferngläser (Feldstecher, Großfeldstecher und Doppelspektive).
Die traditionell gebauten Theatergläser, früher auch Operngläser oder Operngucker genannt (engl. opera glasses, theater binoculars oder Galilean binoculars), sind leichte und kleine binokulare Ferngläser nach dem Galilei-Fernrohr-Prinzip. Sie enthalten pro Strahlengang lediglich eine konvexe Objektivlinse und eine konkave Okularlinse, welche direkt ein aufrechtes Bild erzeugen. Umkehrprismen sind daher nicht nötig. Theatergläser ermöglichen eine nur geringe Vergrößerung (zwischen 1 1⁄2 und 5, häufig in den Versionen 2,5×18 bis 3×28 hergestellt), die aber zur Beobachtung des Geschehens auf einer Theaterbühne angemessen ist. Die einfache optische Konstruktion ermöglicht nur ein kleines Gesichtsfeld, und die Abbildungsqualität ist geringer als in den kompakten Ferngläsern mit Umkehrprismen. Daher wurden schon bald nach Erfindung des Umkehrprinzips auch Prismen-Theatergläser mit der angemessenen relativ kleinen Vergrößerung angeboten.
Prismenferngläser funktionieren nach dem Kepler-Fernrohr-Prinzip und enthalten ein Umkehrprisma zwischen Okular und Objektiv, welches einerseits das um 180° verdrehte Bild zurückdreht und andererseits bei hochwertiger Abbildung eine kompakte Bauweise ermöglicht.
Von der Baugröße her unterscheidet man vereinfacht zwischen Kompakt- oder Taschenferngläsern (die auch als Theater- und Museumsgläser angeboten werden, bis etwa 300 g wiegen und häufig bei Nichtgebrauch zu kleinerem Volumen zusammengeklappt werden können), Universalgläsern (Feldstecher im engeren Sinne, zwischen etwa 400 und 1200 g) und Großferngläsern mit Objektivöffnungen ab etwa 66 mm, die eher auf Stativen Verwendung finden. Die Bezeichnungen variieren aber etwas.

## Bauweisen und Produktvielfalt der Prismenferngläser

### Umkehrprisma-Varianten
Angewendet werden zwei unterschiedliche Umkehrprismen:
- Lange Zeit dominierten bei den Ferngläsern Porroprismen.
- Seit der zweiten Hälfte des 20. Jahrhunderts sind in großem Maße Ferngläser mit geradsichtigen Dachkantprismen (zum Beispiel: Schmidt-Pechan-Prismen) in Gebrauch. Wegen der Geradsichtigkeit sind letztere besonders kompakt gebaut. Ihre Fertigung ist aufwändiger, um ausreichend präzise zu sein. Sie standen daher lange Zeit hinter Porroprismen-Ferngläsern zurück und konnten sich nicht breit durchsetzen. Noch heute beobachtet man bei dieser Bauform erhebliche Qualitätsunterschiede zwischen den Herstellern bzw. den Preiskategorien, denn die Einhaltung enger Fertigungstoleranzen ist schwierig und kostenintensiv. Porroprismen-Ferngläser weisen demgegenüber eine größere Fertigungstoleranz auf und verlangen weniger aufwändige Vergütungen für gute Abbildungsleistungen. Bei begrenztem Budget erhält man daher meist ein besseres optisches System in Porrobauweise als in Dachkantbauweise. Insgesamt gesehen haben beide Systeme verschiedene spezifische Vor- und Nachteile hinsichtlich Fertigung und Benutzerfreundlichkeit.

Die Dachkantgläser wirken je nach Marke und Modell entweder eher kurz und kompakt oder aber eher länglich und schmal. Der Grund kann in unterschiedlichen Dachkantprismensystemen liegen oder in unterschiedlichen Brennweiten der Linsen: Lange Objektiv- und Okularbrennweiten erlauben leichter die Korrektur von Bildfeldwölbung und Randunschärfe und ermöglichen dadurch oft bessere optische Kenndaten (großes Sehfeld, kleinere Abbildungsfehler). Kurze Modelle sind dafür leichter und handlicher.
Größere Prismenferngläser, die für ein ruhiges Bild fest installiert oder auf ein Stativ gestellt werden müssen, werden Großfeldstecher genannt. Sie werden mit Objektiven zwischen etwa 66 und 100 mm angeboten. Infolge der großen Objektive können sie praktisch nur in Porroprismenbauweise erstellt werden. Von der Größe her leiten sie über zu Doppel-Spektiven, die häufig eine hochwertige Apochromat-Optik haben, welche für normale Feldstecher zu unhandlich wäre. Speziell große, aufwändige und teure Geräte werden teilweise vom Militär und von der Grenzsicherung eingesetzt.

### Bauweisen und Qualitätsaspekte
Die beiden Hälften eines binokularen Prismenfernglases lassen sich um die Mittelachse schwenken, um die Strahlengänge auf den Augenabstand (präziser: Pupillendistanz) des jeweiligen Benutzers einstellen zu können. Vorhanden ist üblicherweise eine Einstellbarkeit von etwa 56 bis etwa 74 mm (Abstand zwischen den Okularen), nur bei wenigen Gläsern bis etwa 78 mm. Faltbare Kompaktfeldstecher erlauben Einstellungen ab etwa 32 mm. Bei optimaler Einstellung und Blick in die Ferne erkennt der Beobachter einen Bildkreis (und nicht zwei wie eine liegende 8 überlappende, wie schematisch oft dargestellt, etwa in Spielfilmen).
Für ein entspanntes stereoskopisches Sehen ist die synchron laufende Fokussierung (Scharfstellung) der beiden Strahlengänge wichtig. Bei unsynchronem Lauf oder Dejustage der optischen Teile, was insbesondere bei Billigprodukten auftreten kann, versucht das Gehirn des Beobachters die unterschiedlichen Bilder zur Deckung zu bringen, was ermüdend wirkt und Kopfschmerzen verursachen kann. Bei Porroprismen-Ferngläsern sind die Okulare zur Synchronisation über eine Brücke miteinander verbunden und können durch Drehen eines Fokussierrads vor und zurück bewegt werden. Dachkantprismen-Ferngläser haben meist eine Innenfokussierung mit einer synchronen Verschiebung einer Linsengruppe in den beiden Strahlengängen.
Die Anpassung an die häufig etwas unterschiedliche Brechkraft des linken und rechten Auges verlangt einen Dioptrienausgleich, der durch Drehen an einem der Okulare (selten auch an beiden) erfolgen kann, manchmal, besonders bei höherwertigen Ferngläsern, durch Einstellungen an einem Mitteltrieb. Bei sehr klein und leicht gehaltenen Kompaktferngläsern wird die Dioptrieneinstellung durch getrenntes Einzel-Einstellen der beiden Okulare erreicht; auch manche Marinegläser verwenden dieses Funktionsprinzip zwecks besserer Wasserdichtigkeit.
Die häufig gummierte Verbindung zwischen Okular und Auge sollte störendes Seitenlicht möglichst fernhalten. Dies funktioniert am effektivsten mit weichen schwarzen Augenmuscheln, die an den Außenseiten verlängert sind und sich an die Schläfen anlegen. Allerdings sind diese nur ohne Brille verwendbar. Brillenträger müssen sie umklappen oder (je nach Fabrikat) gegen andere Augenmuscheln austauschen. Viele Hersteller haben komfortabel herausdrehbare Augenmuscheln entwickelt, welche sich schnell und variabel einstellen lassen, allerdings nicht so effektiv gegen Seitenlicht schützen.
Ob allerdings Brillenträger einen ähnlich guten Sehkomfort wie Nicht-Brillenträger genießen können, hängt stark vom Augen-Okular-Abstand ab, der innerhalb einer bestimmten Spannbreite durch Verschieben oder (komfortabler) Drehen der Augenmuscheln einstellbar ist. Die Austrittspupille des Fernglases muss generell axial und parallel („zentrisch“) sowie in einem gewissen Abstand zur Eintrittspupille des Auges, d. h. zur hinter der Hornhaut liegenden Öffnung der Iris, liegen. Dieser Abstand sollte je nach Brillenstärke etwa 14–20 mm betragen und arretierbar sein. Ist das Auge zu weit entfernt, sieht der Betrachter ein beschnittenes Bild, ist es zu nahe am Okular, können sich bei nicht genau zentriertem Durchblick schwarze Abschattungen (sogenannte kidney beans) einstellen, was ein unkomfortables Sehen nach sich zieht. Okularkonstruktionen, die diesen Abstand einhalten, heißen „Brillenträgerokulare“. Ältere und preiswerte Ferngläser sind häufig nicht Brillenträger-tauglich.
Meist ist der Sehgenuss ohne Brille wegen der besseren Abschirmung des Strahlengangs vor Seitenlicht höher als mit Brille, sofern sich die jeweilige Fehlsichtigkeit am Fernglas geeignet korrigieren lässt; nicht am Okular korrigieren lässt sich stärkere Hornhautverkrümmung (Astigmatismus). Allerdings sind Abnehmen und Wiederaufsetzen einer Brille oft hinderlich und für viele Situationen zu langsam (Vogelbeobachtung, Jagd, Sportanlässe). Hinzu kommt, dass mögliche Unterschiede zwischen den beiden Augen meist nur bis etwa ±3–5 Dioptrien eingestellt werden können und dass die volle Fokussierbarkeit des Fernglases für beide Augen meist nur bis etwa 3–8 Dioptrien möglich ist. Bei stärkerer Kurzsichtigkeit ist die Einstellung auf unendlich nicht mehr möglich, während andererseits die Naheinstellung verbessert wird. Manche Hersteller bieten an, durch Nacharbeit im Werk den sogenannten Überhub (derjenige Bereich, der bei Normalsichtigen über die Unendlichstellung hinaus einstellbar ist) zu Lasten der Naheinstellung zu vermindern.
Wichtige Qualitätskriterien sind auch eine angenehme Handhabung (Griffigkeit, Schwerpunktbildung, Erreichbarkeit des Fokussierrads). Hier haben Personen mit großen bzw. kleinen Händen naturgemäß unterschiedliche Ansprüche. Daneben sind Haptik und Funktionalität unter unterschiedlichen Witterungsbedingungen (also auch bei Kälte und im Regen) bedeutsam, wozu eine mechanisch einwandfreie, weder zu leicht- noch zu schwergängige Einstellung des Augenabstands, der Scharfstellung und der Dioptrieneinstellung gehört. Weiter sind eine gute Eignung für die Verwendung mit und ohne Brille, eine Toleranz gegenüber Temperaturextremen und Nässe, ein guter Schutz gegen Stoß und gegen Kratzer an den Linsen und ein geringes Gewicht wichtige Kriterien. Zur Gewichtseinsparung und gleichzeitigen Stabilität der Gehäuse dienen Aluminium, Magnesiumlegierungen oder Polycarbonate. Für besondere Anwendungen sind Objektivgewinde nützlich, beispielsweise zur Anbringung von Polarisationsfiltern für Beobachtungen in der Nähe von Wasseroberflächen (Wassersport, Wasservögel). Tierbeobachter und Astronomen schätzen auch ein Gewinde, das ein Aufschrauben auf ein Stativ ermöglicht. Für nautische Zwecke sind Zusatzeinrichtungen wie Kompass und Strichplatten erhältlich, für Jäger Entfernungsmesser und Zielhilfen auf Laserstrahlbasis. Einige Hersteller bieten auch bildstabilisierte Ferngläser an, welche ein Zittern der Hände ausgleichen können. Geräte mit sonstigen elektronischen Zusatzfunktionen (Höhenmesser, Temperaturangabe und Zeitfunktion; Minox BD-Reihe), mit integriertem digitalen Fotoapparat (Bushnell Imageview) oder mit Daten- und Bildübertragung zwischen mehreren Beobachtern (Leica Geovid Lux) sind Nischenprodukte oder Geräte für Spezialanwendungen. Ebenfalls für Spezialanwendungen konzipiert (Wildbeobachtung, Jagd, Polizei, Militär, Sicherheitsdienst) sind die verschiedenen Typen der Nachtsichtgeräte, die hier nicht näher behandelt werden.
In ihrem Test von Ferngläsern im August 2019 wies die Stiftung Warentest auf die Verwendung von PAKs in Materialien für Gehäuse, Augenmuscheln und Trageriemen, mit denen der Nutzer in Kontakt kommt, hin. Zum Zeitpunkt des Tests wies nur eins von 17 getesteten Gläsern keine PAKs auf, was allerdings gesetzlich auch nicht gefordert ist.

### Digitales Fernglas
Bei einem digitalen Fernglas wandeln zwei Sensoren hinter einer herkömmlichen Optik das optische Bild in digitale elektrische Signale um. Diese werden nach der Bildverarbeitung auf zwei elektronischen Suchern wiedergegeben. Wie bei der Digitalfotografie gibt es keine direkte optische Verbindung mehr zwischen betrachtetem Objekt und Auge. Zur Darstellung ist elektrische Energie notwendig, die in der Regel von Akkumulatoren geliefert wird. Die Bildverarbeitung in Verbindung mit der Wiedergabe auf den Sucherdisplays ermöglicht eine Anpassung des dargestellten Bildes, zum Beispiel eine Aufhellung bei schwachem Licht. Optische Bildstabilisatoren, digitale Foto- und Filmfunktionen können integriert sein (z. B. Sony DEV-50V).

### Geschichte der Produktvielfalt

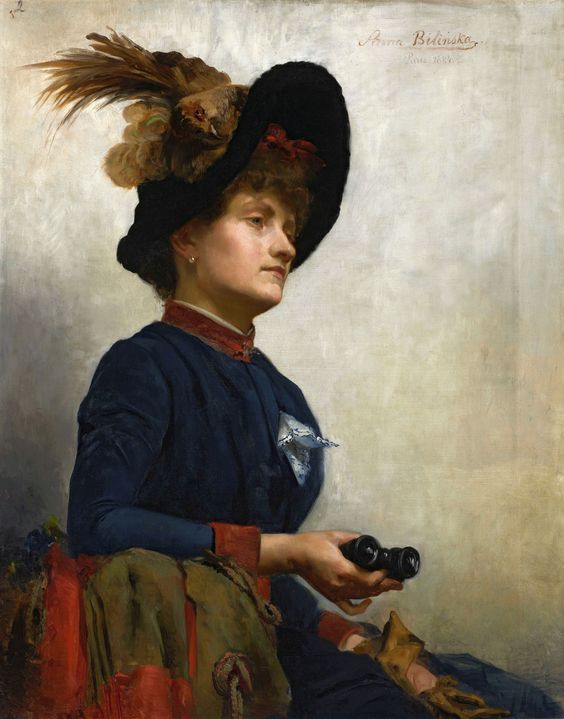
Dieses Porträt einer Dame mit Lorgnette (Theaterglas) wurde 1884 von der polnischen Künstlerin Anna Bilińska gemalt.

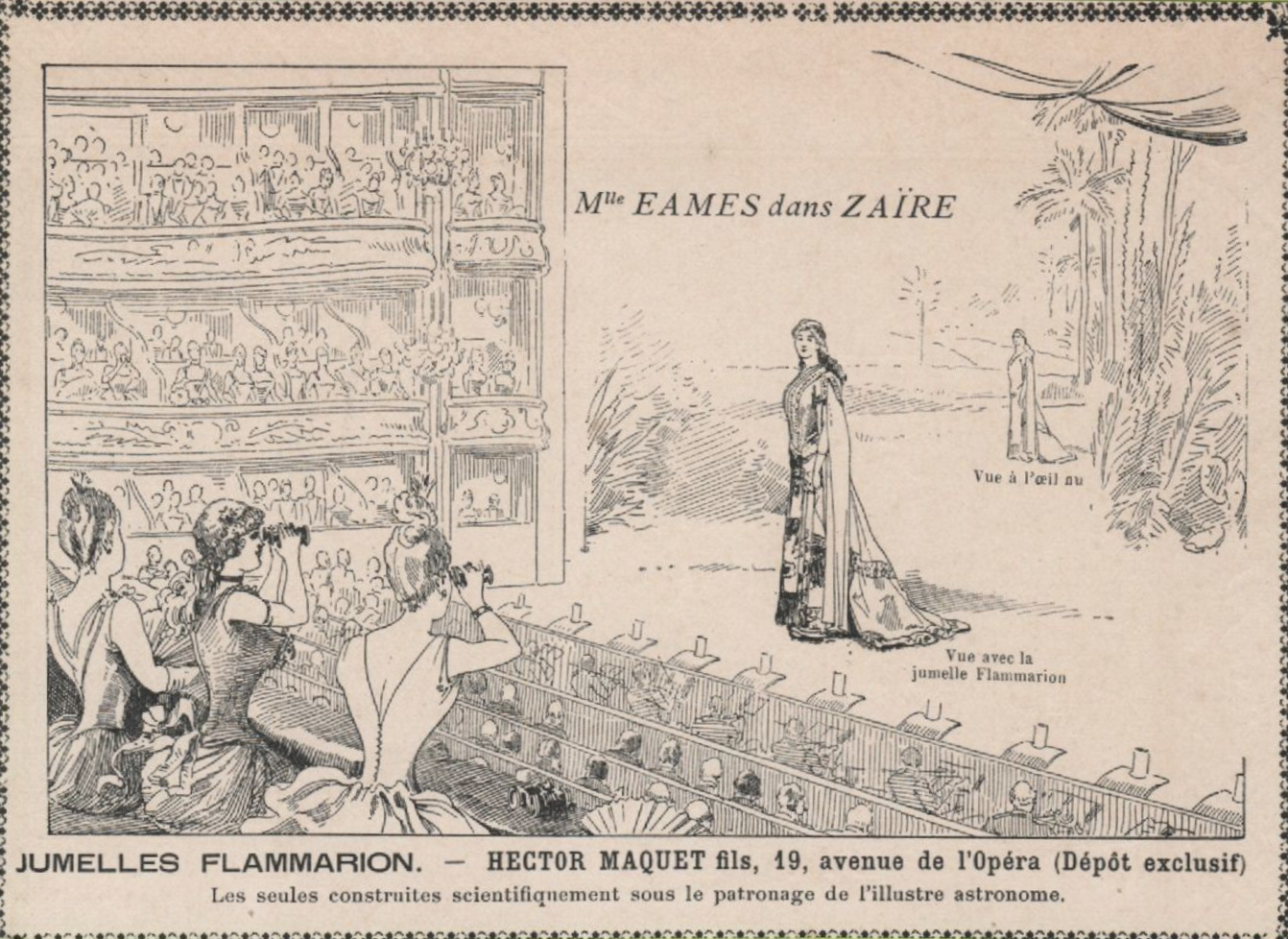
Werbung für Operngläser um 1890, mit Darstellung des Vergrößerungseffekts

Binokulare Ferngläser auf Darstellungen vor 1900 waren meistens Theatergläser, also Geräte auf Basis des Galileo-Fernrohrprinzips. Die folgenden Prismenferngläser wurden zunächst fast nur als monokulare Ferngläser gefertigt, zum Beispiel von der Firma M. Hensoldt & Söhne in Wetzlar. Die Firmen Carl Zeiss in Jena und Leitz in Wetzlar (Binocle 6×18, mit Porroprismen, 1907) produzierten vorwiegend binokulare Prismenferngläser.
In der ersten Hälfte des 20. Jahrhunderts waren Prismenferngläser außer für Privatpersonen zu einem bedeutenden Teil für das Militär konzipiert. Weite Sehfelder wurden zu Lasten der damals noch kaum geforderten Brillentauglichkeit bevorzugt. Die Produktvielfalt war vergleichsweise gering, und es wurden überwiegend die optisch besseren Porroprismen-Ferngläser hergestellt. Im letzten Viertel des 20. Jahrhunderts führten Verbesserungen in der Vergütung und Fertigungstechnik sowie die gestiegene Kaufkraft breiter Bevölkerungsschichten zu einem Anstieg im Angebot hochwertiger Dachkantgläser in universeller und in Kompakt-Bauweise. Seit dem beginnenden 21. Jahrhundert sind die Qualitätsunterschiede zwischen den beiden Bautypen bei den hochwertigen Geräten praktisch nicht mehr vorhanden, zumal inzwischen Dachkantgläser mit hochwertigen Linsensystemen und effektiven Phasenkorrekturbelägen auf dem Markt sind, die zudem vielfach auch nahbereichstauglich sind. Ferner wird aufgrund der gestiegenen Zahl von brillentragenden und oftmals kaufkräftigen Personen oberhalb des 45. Altersjahrs vermehrt Wert auf Brillentauglichkeit und großzügige Dioptrieneinstellung, bestmögliche optische Kennzahlen, Leichtigkeit und Kompaktheit sowie andere ergonomische Aspekte gelegt. Schließlich sind bildstabilisierende Geräte, die es seit Ende des 20. Jahrhunderts gibt, ebenfalls verstärkt und in verschiedenen Konstruktionsformen auf den Markt gekommen.
Zumindest um 1980 bis 1990 war es bei billigen Ferngläsern üblich, mit dem meist harten Köcher aus lackiertem Karton Kunststoffschutzkappen für Objektive und Okulare auch noch zwei okularseitig aufsteckbare Orange-Filter mitzuliefern. Diese absorbieren die kurzwellige Hälfte des Spektrums, das von Dunst (und Luft) stärker gestreut wird, um eine bessere, wenn auch praktisch monochrome, Fernsicht zu erreichen. Eine langovale Doppelkappe, die über beide Okulare reicht und mit zwei Schlitzen am Trageband aufgefädelt ist, kann ein Fernglas, das beim Stehen und Gehen vorne an der Brust hängt, schon alleine recht gut vor Staub von oben schützen und kann beim Hochnehmen zu den Augen mit der zweiten Hand rasch abgezogen werden.

### Handel
Auf dem Weltmarkt werden jährlich rund 8 Millionen neue Ferngläser verkauft. Von einzelnen Gerätetypen im High-End-Bereich (z. B. Jagdgläser) können im Laufe eines Produktionszyklus bis zu mehrere 100.000 Exemplare abgesetzt werden. Ferngläser renommierter Marken gelten als hochwertige und potenziell langlebige Konsumgüter. Sie werden vom Kunden vielfach auch dann weiter behalten, wenn er ein neues Fernglas hinzukauft, was den Gläsern einen Sammlerwert und eine gewisse Wertbeständigkeit verleiht.

## Funktionsprinzip, Kenngrößen und Qualitätseigenschaften
Die drei wesentlichen optischen Bauteile eines Prismenfernglases sind
- 1. das Objektiv, das heutzutage aus zwei bis fünf Linsen besteht,
- 2. das Prismensystem mit zwei oder drei Prismen sowie
- 3. das Okular, das heute meist aus drei bis sechs Linsen besteht.

Das Objektiv erzeugt in einer Zwischenebene ein doppelt verkehrtes – auf dem Kopf stehendes und seitenverkehrtes, also um 180° gedrehtes – Bild. Das Prismensystem dreht das Bild um 180°, richtet es auf, ohne die Größe zu verändern. Das Okular funktioniert als Lupe, mit der das Zwischenbild vergrößert gesehen wird. Bei richtiger Fokussierung treten die Lichtstrahlen parallel aus dem Okular aus, und der Beobachter hat den Eindruck, entspannt in die Ferne blicken zu können.

### Vergrößerungszahl und Objektivdurchmesser

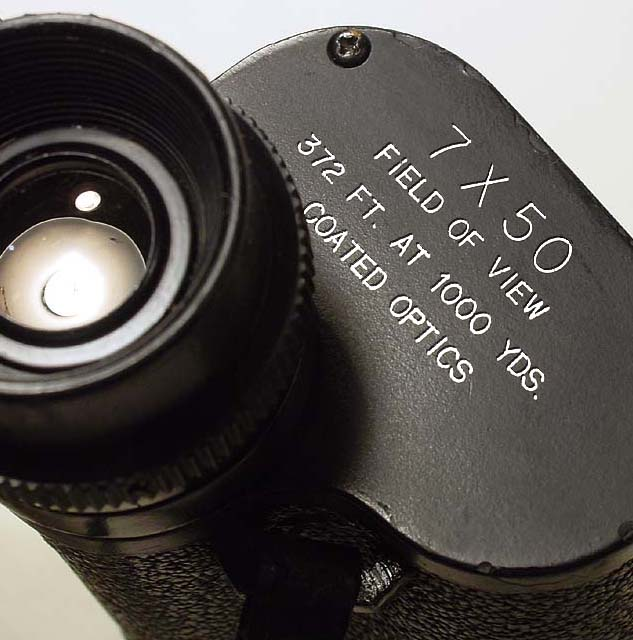
Vergrößerungszahl und Objektivdurchmesser stehen auf praktisch allen Ferngläsern (hier: 7×50).
Die Sehfeldgröße wird im angelsächsischen Raum statt in ° oder in „m pro 1000 m“ oft in „Fuß pro 1000 Yards“ angegeben (hier: 372 ft. at 1000 yds., entspricht 124 m pro 1000 m bzw. 7,1°).

Die wichtigsten und in der Regel auch angeschriebenen Kenngrößen eines Fernglases sind die Vergrößerungszahl und der Objektivdurchmesser. Zum Beispiel bedeutet die Kennzeichnung 10×50, dass eine 10-fache Vergrößerung und ein Objektivdurchmesser von 50 mm vorliegen. Die Vergrößerungszahl ist der Quotient aus Objektivbrennweite und Okularbrennweite. Eine 10-fache Vergrößerung bedeutet, dass das Bild im Vergleich zum Sehen mit bloßem Auge 10-mal so groß erscheint. Der Objektivdurchmesser bestimmt, wie viel Licht vom Fernglas aufgenommen wird, und ist somit für die Bildhelligkeit mitverantwortlich, die aber auch von der Vergrößerung beeinflusst wird. Die Bildhelligkeit ist proportional zu {\displaystyle (D/v)^{2}}, wobei D der Objektivdurchmesser und v die Vergrößerungszahl ist.
Manche Fernglashersteller neigen dazu, etablierte Kennzahlen (z. B. 8×32, 10×50) selbst dann zu verwenden, wenn der Objektivdurchmesser im Einzelfall einige Millimeter kleiner ausfällt. Auch die Vergrößerung des gesehenen Bildes ist nicht so klar definiert:
- Erstens variieren die tatsächlichen Vergrößerungen zwischen den Ferngläsern geringfügig um die angegebenen Werte,
- zweitens ändern sie sich etwas mit dem Objektabstand (scheinbare geringere Vergrößerung bei kleinen Entfernungen) und
- drittens verändert die jeweilige Verzeichnung die Vergrößerung insofern, als die für Ferngläser typische kissenförmige Verzeichnung den Vergrößerungsfaktor zum Rand hin etwas erhöht.
- Schließlich hat man bei Ferngläsern der klassischen Porrobauweise den subjektiven Eindruck, dass die Vergrößerung etwas geringer ausfällt als bei einem gleich stark vergrößernden Dachkant-Fernglas mit geringerem Objektivabstand, was in der Nähe besonders ausgeprägt ist; dieser sogenannte Liliputismus-Effekt ist die Folge einer anderen Wahrnehmung bzw. zerebralen Verrechnung des stärker stereoskopischen Bildes und fällt bei monokularem Einblick weg.

Das Strahlenbündel, das senkrecht durch das Objektiv in das Fernglas gelangt, hat den wirksamen Durchmesser des jeweiligen Objektivs. Der wirksame Durchmesser wird manchmal durch eine Eintrittsblende hinter dem Objektiv oder noch weiter im Geräteinnern etwas verringert. Diese Blenden dienen meist der Unterdrückung von Abbildungsfehlern im Randbereich. Diejenige Blende oder Linsenfassung, die den Durchmesser des Strahlenbündels festlegt, definiert die sogenannte Eintrittspupille. Der Quotient aus wirksamem Objektivdurchmesser und Vergrößerung (zum Beispiel 50 mm/10 = 5 mm) bestimmt den Durchmesser des Strahlenbündels, welches das Okular verlässt und auf das Auge trifft. Dieser Durchmesser des Strahlenbündels wird als Austrittspupille bezeichnet. Sie ist das Bild der Eintrittspupille und ist direkt proportional zur Größe des Objektivs (bei unveränderter Vergrößerung!). Wenn man das Fernglas in einigem Abstand vom Auge hält, ist die Austrittspupille als heller Lichtkreis vor dem Okular „schwebend“ erkennbar. Da die Pupille unseres Auges bei Tageshelle eine Pupillenöffnung von 2 bis 3 mm und in der Dunkelheit von etwa 6 mm (maximal 7 bis 8 mm, im fortgeschrittenen Lebensalter oft nur bis ca. 5 mm) hat, ist die sinnvolle Größe der Austrittspupille des Fernglases entweder 2 bis 3 mm oder etwa doppelt so groß. Diese Sinnfälligkeit wird leider meistens missachtet. Es sind weit mehr Ferngläser mit der größeren Austrittspupille im Gebrauch als mit kleinerer. Die Verdopplung der Austrittspupille bedeutet, dass das Fernglas mindestens das doppelte Gewicht hat, das ohne wesentlichen Nutzen bei Spaziergängen oder Wanderungen, die am Tage stattfinden, umhergetragen wird. Die zu große Austrittspupille ist nur von Vorteil, wenn sich das Fernglas nicht ruhig vor den Augen halten lässt (zum Beispiel auf einem schwankenden Schiff). Eine Austrittspupille unter 2 bis 3 mm führt wegen des dunkleren Bildes zu deutlicher Wahrnehmungseinschränkung. Für ein auch in der Dämmerung und in klaren Nächten (Sternbeobachtung) zu gebrauchendes Allround-Fernglas (ohne Bild-stabilisierenden Zusatz) werden 6- bis 9-fache Vergrößerung und maximal 44 mm Objektivdurchmesser (9- bis 12-fach und maximal 60 mm für kräftige Menschen jüngeren und mittleren Alters) empfohlen.

### Lichtstärke, Dämmerungszahl und Transmission
Um die Eignung eines Fernglases bei geringer Lichtintensität zu charakterisieren, dienen zwei weitere Kennzahlen:
- Die Lichtstärke (präziser: geometrische Lichtstärke) ist proportional zum Quadrat der Austrittspupille. Sie wird als dimensionslose Zahl angegeben, die sich aus dem Quadrat der in mm gemessenen Austrittspupille ergibt.
Beispiel 10×50-Glas: Lichtstärke = {\displaystyle \textstyle (50/10)^{2}} = 25
- Die Dämmerungszahl ist die Quadratwurzel des Produktes aus Vergrößerung und Objektivdurchmesser. Sie wird ebenfalls als dimensionslose Zahl angegeben.
Beispiel 10×50-Glas: Dämmerungszahl = {\displaystyle \textstyle {\sqrt {10\cdot 50}}} = 22,36

Obgleich beide Werte in der Regel als dimensionslose Zahlen angegeben werden, sind sie tatsächlich nicht dimensionslos, sondern abhängig von der verwendeten Einheit für den Eintrittspupillendurchmesser, welche daher für eindeutige Kennzeichnungen unbedingt mit angegeben werden muss. Bei beiden Kennzahlen handelt es sich zudem um stark vereinfachte Leistungsparameter, die aus den Grenzfällen weit komplexerer Modelle zur Fernrohrleistung hervorgehen.
Effektive Lichtstärke und effektive Dämmerungszahl ergeben sich, wenn auch die Abhängigkeit von der Transmission (Lichtdurchlässigkeit) der eingesetzten Gläser und von deren Oberflächenbehandlung (Verspiegelung, Vergütung) berücksichtigt ist.
Die Transmission des jeweiligen optischen Systems ist nur instrumentell messbar. Sie gibt an, wie viel Prozent der einfallenden Lichtstrahlung nach Passieren der Gesamtoptik das Okular verlassen. Dieser Prozentwert ist für verschiedene Wellenlängen unterschiedlich, weshalb Ferngläser je nach Fertigung auch einen gegenüber der Natur leicht abweichenden Farbeindruck hinterlassen können. Ferngläser hoher Qualität erreichen Transmissionswerte von über 90 Prozent im Bereich um 600–700 nm und zwischen 80 und 90 % um 450–600 nm. Ältere Ferngläser bis etwa zur Mitte des 20. Jahrhunderts hatten infolge fehlender Vergütung maximal etwa 70 % Transmission und zeigten dadurch im Vergleich zu modernen Gläsern ein leicht dunkleres Bild. – In heutigen Werbeunterlagen werden deutlich höhere Transmissionswerte vorgetäuscht (z. B. „99 %“), die aber nur für Einzellinsen oder -prismen, nicht aber für das Gesamtsystem gelten.

### Reales und scheinbares Sehfeld

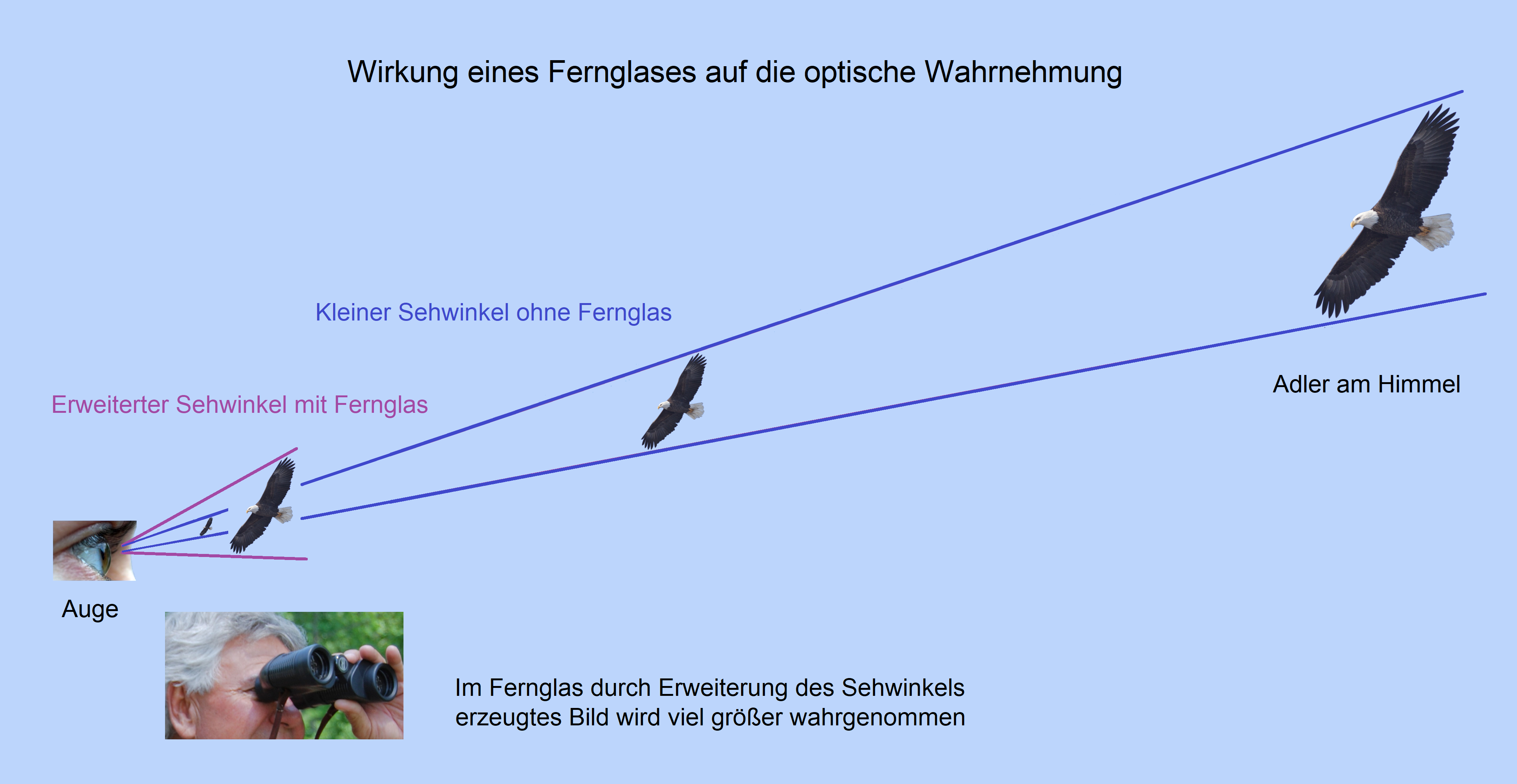
Die Erweiterung des Sehwinkels durch das Linsensystem im Fernglas bewirkt eine Vergrößerung der Abbildung auf der Netzhaut.

Das reale Sehfeld wird entweder in Winkelgraden (°) oder als Feldbreite auf 1.000 m Entfernung angegeben. 1° entspricht ungefähr 17,5 m Feldbreite in 1000 m Entfernung.
Genaue Berechnung: Die halbe Feldbreite ist das Produkt aus dem Tangens des halben Sehwinkels und der Entfernung.
Rechnung für 6° Sehwinkel: tan 3° × 1000 m = 0,0524 × 1000 m = 52,4 m; das Sehfeld ist auf 1000 m etwa 105 m breit (2 × 52,4 m).
Das reale Sehfeld von Ferngläsern nimmt mit zunehmender Vergrößerung ab und reicht von etwa 3° (rund 50 m pro 1000 m, typisch für 18- bis 20-fache Vergrößerung) bis etwa 9° (rund 160 m pro 1000 m, typisch für 6- bis 7-fache Vergrößerung). Das Sehfeld lässt sich nicht beliebig vergrößern, die am Rand auftretenden Abbildungsfehler und die Abmessungen der Prismen und Okularlinsen setzen eine praktische Grenze. Ferngläser mit größerem Sehfeld bilden die Ränder oft unscharf und verzerrt ab. Sie wurden und werden trotz der Randfehler, mangelnder Brillentauglichkeit, hohem Gewicht und Störanfälligkeit dennoch gelegentlich hergestellt. Beispiele waren das Leitz Amplivid (12,1°) und das Zeiss Deltar 8×40 (11,3°) sowie ist das Leitz Trinovid 6×24 (12,1°). Solche Sehfeldgrößen sind von Vorteil, wenn sich das zu beobachtende Objekt schnell quer zur Sehrichtung bewegt (Sport, Jagd) oder wenn das zu beobachtende Sehfeld groß ist (Theaterbühnen). Diese Marktlücke wird von der Bushnell XtraWide-Serie gefüllt (17°).
Brillenträger können auch bei sogenannten brillentauglichen Ferngläsern meistens nicht das gesamte Sehfeld nutzen, das ohne Brille überblickbar ist. Dabei trifft es Weitsichtige in anderer Weise und teilweise stärker als Kurzsichtige. Diese Sehfeldbeschneidung sollte individuell ausgetestet werden, da nur ganz selten im Werbetext die (ohnehin nur ungefähre) Sehfeldgröße für Brillenträger genannt wird.
Das scheinbare Sehfeld (auch scheinbarer Sehwinkel genannt) bezieht sich auf den vom Betrachter beim Betrachten durch das Okular empfundenen, winkelmäßigen Durchmesser des durch die Sehfeldblende begrenzten Sehfelds. Es ist etwa das Produkt aus realem Sehfeld und Vergrößerungsfaktor. Bei 6° realem Sehfeld und 10-facher Vergrößerung hat das scheinbare Sehfeld etwa 60°. Diese einfache Multiplikation liefert nur annähernd die genaue scheinbare Sehfeldgröße, berücksichtigt aber die weit verbreitete kissenförmige Verzeichnung. Die neuere Norm (ISO 14132-1:2002) verlangt eine modifizierte (wiederum trigonometrische) Berechnung (im Falle der Abwesenheit jeder Verzeichnung), die zu einem meist 2–4° kleineren scheinbaren Sehfeld führt; aus diesem Grund können ältere und neuere Angaben für das gleiche Fernglas variieren, und Vergleiche zwischen verschiedenen Herstellern müssen die Berechnungsgrundlage berücksichtigen.
Bei einem zu kleinen scheinbaren Sehfeld kann der Beobachter einen „Tunnelblick“- oder „Schlüssellochblick“-Eindruck bekommen, doch ist die Grenze, unterhalb der dieser Eindruck entsteht, subjektiv unterschiedlich (meist zwischen 55° und 60°). Okulare mit einem scheinbaren Sehfeld von über etwa 60° heißen Weitwinkelokulare.

### Schärfentiefe
Die Schärfentiefe hängt in erster Linie von der Vergrößerungszahl des Fernglases ab. Schwache Vergrößerungen erleichtern das gleichzeitige Scharfsehen unterschiedlich weit entfernter Objekte, während stärkere Vergrößerungen ein häufiges Nachfokussieren verlangen. Die Schärfentiefe reduziert sich quadratisch mit der Vergrößerungszahl, d. h. ein 10×-Fernglas hat etwa die halbe (7²/10² = 0,49) Schärfentiefe eines 7×-Fernglases.
In zweiter Linie ist der Objektabstand von großer Bedeutung: In einer Entfernung von 2 m beträgt die subjektive Schärfentiefe bei einem 7- bis 8-fach vergrößernden Fernglas rund 10 cm, in 10 m Entfernung rund 1 m, und ab ungefähr 25 m sieht man bis unendlich alles einigermaßen scharf (auf diesem Effekt beruhen die Fixfokus-Ferngläser). Die Schärfentiefe ist allerdings bei jungen Menschen mit hohem Akkommodationsvermögen der Augen besser als bei älteren, da sie, meist unbewusst, die Form ihrer Augenlinse etwas anpassen können. Daneben hängt die subjektiv empfundene Schärfentiefe auch von der Lichtstärke und auch etwas von der Art des Objekts ab.
In dritter Linie haben auch andere Faktoren einen Einfluss. So spielt die Austrittsblende des Fernglases bzw. die Augenpupille (je nachdem, welcher Durchmesser kleiner ist) eine Rolle, da eine kleinere effektive Pupille, ähnlich wie die Blende beim Fotoapparat, die Schärfentiefe erhöht. Bei Ferngläsern mit „Tunnelblick“ kann sich ferner bei Tag die Augenpupille wegen des dunklen Randes etwas zu weit öffnen, was die Schärfentiefe verringern und zudem auch Blendeffekte hervorrufen kann. Ein Weitwinkelokular schließt umgekehrt die Augenpupille etwas und erhöht dadurch die Schärfentiefe.

### Abbildungsfehler
Jedes optische System und damit auch jedes Fernglas weist physikalisch bedingte Abbildungsfehler auf, die nicht eliminiert, sondern nur reduziert werden können, indem mehrere Linsen aus unterschiedlichen Glassorten hintereinander geschaltet werden. Die wichtigsten Abbildungsfehler sind die Bildfeldwölbung, die sphärische Aberration und die Farbfehler. Die Verzeichnung (Verzerrung) ist, da bewusst eingesetzt, ein Sonderfall.
Die Bildfeldwölbung bewirkt, dass sich ein ebenes Motiv nicht über die ganze Fläche gleichzeitig scharf stellen lässt, da es auf einer gewölbten Fläche abgebildet wird. Die korrigierende Maßnahme hat die Bezeichnung Planfeldoptik, womit dieser Fehler so weit vermindert werden kann, dass er nicht mehr störend wirkt.
Eine sphärische Aberration, auch Öffnungsfehler genannt, entsteht bei Linsenformen, bei denen Lichtstrahlen, die in der Mitte des Objektivs auftreffen, einen anderen Brennpunkt haben, als Lichtstrahlen, die zum Rand hin auf das Objektiv auftreffen. Die Folge ist ein scharfes Kernbild, das von einem unscharfen überlagert wird. Dies führt zu einem „Weichzeichnereffekt“, d. h. zu einem kontrastarmen, weich und etwas verschwommen wirkenden, wenngleich dennoch scharfen Bild. Der Effekt tritt insbesondere bei Weitwinkelokularen auf. Korrigiert werden kann dieser Fehler durch Verwendung (teurer) asphärischer Okularlinsen.
Zur Minimierung der Farbfehler (chromatische Aberration), die bei jeder Linse infolge der Lichtbrechungen als Farbsaum (besonders an Hell/Dunkel-Übergängen) störend sichtbar werden können, verwendet man Achromate. Diese bestehen aus zwei Linsen unterschiedlicher Glassorten (d. h. Gläser mit unterschiedlicher Abbescher-Zahl), die bewirken, dass der rote und der blaue Spektralanteil gleiche Brennweite haben (Beseitigung des Farblängsfehlers). Seit einiger Zeit sind auch Ferngläser auf dem Markt, bei denen eine dritte Farbe (Apochromat) oder sogar eine vierte Farbe (Superachromat) die gleiche Brennweite haben. Diese aufwändigen Korrekturen können auch eine Verringerung des Farbquerfehlers (Farbsäume am Rand des Sehfeldes) bewirken.
Weitere Abbildungsfehler, die auftreten, sind Koma (Asymmetriefehler), Astigmatismus (Punktlosigkeit) und Vignettierung (Abdunkelung der Ecken).
Generell werden zur Reduktion störender Abbildungsfehler spezielle Glassorten und aufwändige Vergütungen kombiniert, wodurch hochwertige Gläser sehr teuer in der Produktion werden. Ferner werden manche optische Leistungsdaten, wie die Sehfeldgröße, bewusst begrenzt, um Abbildungsfehler an der Bildperipherie gering zu halten.

### Verzeichnung
Verzeichnung heißt die bewusst bei der Berechnung und Herstellung der Linsen einkalkulierte Abweichung von einem maßstäblichen Abbild, wodurch eine gezielte leichte Verzerrung entsteht. Durch sie werden geradlinige Strukturen am Bildrand an den Enden nach außen gebogen (kissenförmige Verzeichnung). Das bedeutet, dass der Vergrößerungsfaktor zum Rand hin um einige Prozente zunimmt. (Das gegenteilige Phänomen, die tonnenförmigen Verzeichnung, führt aufgrund einer Abnahme des Vergrößerungsfaktors nach außen zu einem Effekt, wie er in der Fotografie durch die Fischaugenobjektive hervorgerufen wird).
Während eine kissenförmige Verzeichnung für Fotoobjektive und fotografische Bilder generell unerwünscht ist, konzipieren viele Hersteller ihre Ferngläser absichtlich so, damit das optische Bild beim Schwenken des Glases stabiler und ruhiger wirkt, was besonders bei einem großen Sehfeld von Bedeutung ist. Dies bewirkt aber andererseits bei geraden Strukturen am Bildrand eine Verzerrung, was besonders beim Betrachten hoher Gebäude von unten, z. B. Kirchtürme, störend wirken kann, da die oberen Turmpartien dann einen unnatürlich groß wirkenden Flächenanteil des Bildes einnehmen. Bei fehlender oder nur geringer Verzeichnung bleiben die Linien gerade, doch entsteht dann für einen Beobachter, der sein Fernglas schwenkt, vielfach ein Eindruck, als bewege er sich vor bauchförmigen Spiegeln, was teilweise als unangenehm empfunden wird. Dieses optische Phänomen wird als Globuseffekt bezeichnet, da das menschliche Gehirn die Sehinformationen bei der Schwenkbewegung so interpretiert, als bewegten sich die Bildpunkte auf einer Globusoberfläche.
Beobachtet man also mit seinem Fernglas häufig an Orten mit langen geraden Strukturen (Städte, Wald), mögen verzeichnungsarme Gläser bevorzugt werden, ebenso dann, wenn der Globuseffekt als nicht störend empfunden wird. Ist das Betrachten eines Panoramas mit Schwenken des Glases wichtiger, dürfte eine stärkere Verzeichnung wünschenswert sein. Japanische Modelle werden vielfach mit relativ geringer Verzeichnung hergestellt und als „verzeichnungsfrei“ beworben (z. B. Nikon High Grade und Action-Serie, Pentax 8x32 DCF SP, Kowa Genesis 33). Bei europäischen Herstellern überwog früher ebenfalls die weitgehend verzeichnungsfreie Herstellung, während die führenden Vertreter (Leica, Zeiss, Swarovski usw.) heute eine Verzeichnung einberechnen, allerdings die Stärke der Verzeichnung den jeweiligen Marktbedürfnissen anpassen und stärker oder schwächer konzipieren.

### Glassorten und Vergütungen
Die Wahl der Glassorten und die Art der Vergütung (Antireflexbeschichtung) von Linsen und Prismen beeinflussen stark die Lichtstärke und den Kontrast. Als Kontrast bezeichnet man den Unterschied in der Leuchtdichte zwischen aneinandergrenzenden hellen und dunklen Flächen. Hoher Kontrast wird subjektiv als brillanter und scheinbar schärfer empfunden als geringer Kontrast, kann aber zu Lasten von Farbtreue gehen. Hochwertige Glassorten und Vergütungen helfen, unerwünschtes Streulicht, Gegenlichtreflexe und Farbsäume zu verringern. Häufig verwendete Glassorten für Prismen sind die Krongläser BK7 (Bor-Kronglas) und BaK4 (Barium-Kronglas), ferner die Glassorte SK 15. BaK4-Prismen erlauben eine hohe Detailauflösung und ein helles und farbtreues Bild. Allerdings hängen bei diesen und weiteren Glassorten Farbtreue, Dispersion, geometrische Form, Gewicht, Qualitätsstreuung bei der Produktion und die Herstellungskosten in komplexer Weise miteinander zusammen, so dass wohl auch zukünftig unterschiedliche Glassorten und Konstruktionen als für den jeweiligen Zweck geeignetste verwendet werden dürften. Die Spezialgläser bzw. die jeweilige Kombination an optischen Maßnahmen tragen aus Marketinggründen firmenspezifische Bezeichnungen. Kowa spricht von XD-Linsen, Nikon von ED-Glas, Swarovski und Leica von HD, Steiner von XP-Optik und bei Zeiss heißen sie FL-Gläser.
Unter Vergütung oder Entspiegelung versteht man in der Optik eine Antireflexbeschichtung, die durch das Aufdampfen von Metalloxiden und -fluoriden auf Linsen und Prismen erreicht wird. Diese Stoffe zeigen einen niedrigen Brechungsindex. Ohne Vergütung käme es zu einer erheblichen Lichtreflexion an den Glasoberflächen und zu einer geringen Lichtdurchlässigkeit (Transmissionsgrad). Während Einfachvergütungen die Transmission vor allem im gelben Lichtspektrum, in dem menschliche Augen besonders empfindlich sind, verbessern, reduzieren Mehrfachvergütungen den Reflexionsgrad des Glases über einen weiten Teil oder gar den gesamten sichtbaren Wellenlängenbereich. Heute werden fast nur noch Mehrschichtvergütungen (engl. multi-coating) verwendet. Je nach Einsatzzweck der Ferngläser werden aber unterschiedliche Vergütungen bevorzugt, so beispielsweise bei Jagdgläsern eine Maximierung der Transmission in dem für das Beobachten im Dämmerlicht wichtigen Wellenlängenbereich um 500–540 nm. Je nach Vergütung kann ferner der Charakter des im Fernglas gesehenen Bildes unter normalem Tageslicht entweder „wärmer“ oder „kälter“ und entweder kontrastreicher oder kontrastärmer erscheinen. Je nach Anwendung wird die Vergütung auch für maximale Farbtreue optimiert, zum Beispiel bei Gläsern speziell für die Vogelbeobachtung.
Zusätzliche wichtige Eigenschaften, mit denen in letzter Zeit geworben wird, sind eine hohe Kratzfestigkeit der Außenseiten der Objektive sowie der Lotuseffekt, der ein leichtes Abperlen von Wasser und Schmutzpartikeln erlaubt. Letzterer trägt markenspezifische geschützte Bezeichnungen, wie LotuTec bei Zeiss, AquaDura bei Leica, RNP Raindefender Nano Protection bei DDoptics oder Nano-Protection bei Steiner.

## Bauweisen des optischen Systems der Prismenferngläser

Porroprismensystem in 3D-Darstellung

Schmidt-Pechan-Dachkantprismensystem in Querschnittszeichnung und in 3D-Darstellung

Abbe-König-Dachkantprismensystem in 3D-Darstellung

### Konstruktions- und Fertigungsprinzipien
In Prismenferngläsern sind neben Linsen die Prismen wesentliche optische Bauelemente, die entweder durch Totalreflexion oder durch Spiegelschichten dafür sorgen, dass das gesehene Bild aufrecht und seitenrichtig steht. Gleichzeitig wird dadurch die Baulänge des optischen Systems verkürzt. Unterschiedliche Bauformen beeinflussen Form und Größe des Fernglases und die Eigenschaften der Gesamtoptik.
Das Porroprismen-Fernglas (Zeiss-Patent 1893) beruht auf dem 1854 von Ignazio Porro patentierten Porroprisma. Dieses lenkt die aus dem Objektiv kommenden Lichtstrahlen mehrmals um und dreht das Bild um 180°. Hierdurch wird das zunächst umgekehrt aus dem Objektiv in der Zwischenbildebene vorliegende Bild seitenrichtig und aufrecht gesehen. Je Strahlengang werden zwei Porroprismen benötigt.
Äußerliches Merkmal von Porroprismen-Ferngläsern ist die breite und kurze Bauform mit meist weit auseinander stehenden Objektiven was das stereoskopische Sehen verbessert. Im Gegenzug ist das Nahsehen bei klassischer Porroprismenbauweise schwieriger. Bei kleinen Objektivdurchmessern (meist bis 21 mm Durchmesser) sind die Objektive manchmal auch nach innen versetzt (umgekehrte Porroprisma-Bauweise). Dies erlaubt eine Gewichts- und Volumeneinsparung, geht aber zu Lasten des Stereoeffekts. Andererseits wird die Nahbeobachtung verbessert (derzeit nur bei der Papilio-Reihe von Pentax realisiert).
Das Dachkantprismen-Fernglas (Hensoldt-Patent 1905) benutzt je Strahlengang ein Dachkant-Pentaprismen-System zur 180°-Drehung des Bildes. Dachkant-Prismensysteme existieren in verschiedenen Bauformen; die bekanntesten sind
- das Schmidt-Pechan-Prismensystem mit insgesamt 2 Prismen (einem Schmidtprisma und einem Pechanprisma); es erfordert wegen fehlender Totalreflexion auf einer Fläche eine Verspiegelung, lässt aber eine kurze und kompakte Bauweise zu und ist wohl in der Mehrzahl der modernen Dachkantprismen-Ferngläser enthalten;
- das Uppendahl-Prismensystem mit insgesamt 3 Prismen, das zu einer etwas längeren Bauweise als das Schmidt-Pechan-Prismensystem führt und deshalb weniger oft verwendet wird (z. B. in den Leica-Geovid-Ferngläsern mit Laser-Entfernungsmessern);
- das Abbe-König-Prismensystem (Dialyt-Prismensystem) mit insgesamt 2 Prismen, das keine Verspiegelung erfordert und dadurch auch eine höhere Lichttransmission ermöglicht; es wird z. B. von Zeiss im Dialyt 8x56 und in den größeren Victory-Gläsern ab 42 mm Objektivdurchmesser verwendet, und verursacht eine eher lange Bauweise.

Weitere Prismentypen mit speziellen Eigenschaften, die aber offenbar derzeit nirgends in binokularen Ferngläsern verwendet werden, sind
- das Sprenger- oder Leman-Prisma; es wird aus einem einzigen Stück gefertigt und wurde früher von Carl Zeiss Jena in Theatergläsern auf Prismenbasis und in Subkompakt-Ferngläsern eingebaut (z. B. Theatis 3,5x15, mit 11° realem Sehfeld und Naheinstellung bis 50 cm!);
- das Möller-Prismensystem, das aus 2 Prismen besteht, hohe Transmissionswerte hat und nahe beieinander liegende Objektive ermöglicht; es wurde früher von den J.D. Möller Optischen Werken Wedel eingesetzt.

Die entsprechenden Ferngläser erinnern äußerlich an Porroprismen-Ferngläser.
Infolge der jeweils auf einer Spiegelfläche versilberten Oberflächen, die Schmidt-Pechan-Prismensysteme und Uppendahl-Prismensysteme benötigen, lassen sie bei ansonsten gleicher Behandlung weniger Licht passieren als Porroprismengläser. Interferenzeffekte zwischen den beiden Strahlengängen führen ferner bei allen Dachkant-Prismensystemen zu einem schlechteren Auflösungsvermögen bei sehr feinen Strukturen, was aber durch das Aufdampfen eines Phasenkorrekturbelags (eingeführt in den 1990er Jahren) weitgehend behoben werden kann. Daneben ist für Dachkantsysteme höchste Fertigungspräzision gefordert, um ein hochwertiges Bild zu erzielen.

### Vor- und Nachteile der beiden Prismen-Arten
Als Vorteile der Dachkantprismen-Ferngläser werden üblicherweise genannt:
- Nahfokussierung auch für größere Ferngläser leichter zu bewerkstelligen;
- kein Liliputismus-Effekt (d. h. scheinbar geringere Vergrößerung, besonders bei Nahdistanz);
- Innenfokussierung erlaubt gute Wasser- und Staubdichtigkeit (bei aufwändigen Porroferngläsern ebenfalls möglich, führt aber oft zu schwergängigem Einstellen);
- geringeres Gewicht und kleinere Abmessungen und dadurch manchmal auch bessere Stabilität;
- für kleine Hände besser geeignet.

Als Vorteile der Porroprismen-Ferngläser werden meist genannt:
- Im Niedrigpreissektor sind Helligkeit und optische Qualität fast immer besser;
- besserer räumlicher Bildeindruck im mittleren Entfernungsbereich um 10 bis 100 m;
- im Prinzip ein größeres Sehfeld realisierbar (das aber für volle Brillentauglichkeit wieder reduziert werden muss);
- bei Ansitz lässt sich das Glas auf die Objektivfassung stellen und rasch zu den Augen führen;
- Personen mit großen Händen empfinden Handlichkeit besser.

Diese allgemeinen und unterschiedliche Vor- und Nachteile in Fertigung und Produktionskosten sind die Gründe dafür, dass auch heute noch die meisten Hersteller sowohl Ferngläser nach dem Porroprismenprinzip als auch nach einem Dachkantprismenprinzip anbieten und entsprechende Kunden finden. Großfeldstecher werden konstruktionsbedingt praktisch nur in Porrobauweise gefertigt, echte Kompaktfeldstecher nur in Dachkantbauweise.

### Scharfstellung und Fixfokus-Systeme
Eine wichtige Funktion ist die Scharfstellung (Fokussierung) des zu beobachtenden Objekts. Die untere Grenze ist der Mindestabstand (Naheinstellgrenze, Nahpunkt, Nahfokus), die obere Grenze entspricht der Unendlichstellung, wobei meist ein gewisser Überhub von ca. 3 bis 7 Dioptrien vorgesehen ist, damit auch (mäßig) Kurzsichtige noch scharfstellen können. Bei Weitsichtigen ist der wirksame Mindestabstand etwas größer. Der einstellbare Nahpunkt variiert bei den derzeit auf dem Markt befindlichen Geräten zwischen 50 cm und über 20 m. Eine hohe Vergrößerung verlangt oft einen größeren Mindestabstand, doch sind auch die Bauweise des Geräts, die Linsenberechnung und -konfiguration und die verwendeten Glassorten entscheidend. Bei älteren Ferngläsern und auch heute noch bei vielen Porroprismen-Ferngläsern beträgt der Mindestabstand um 3 bis 10 m. Für Dachkant-Ferngläser liegt die angebotene Nahgrenze inzwischen häufig bei 1,5 bis 2,5 m, teilweise sogar bis zu 1 m (Vixen: Atrek-, Apex Pro- und Foresta-Serie, diverse Fujifilm-Gläser), doch ist das Beobachten bei unter etwa 2 m anstrengend und ermüdend, da die Augenpupillen „schielend“ nach innen gerichtet werden müssen; zudem muss auch das Fernglas etwas enger gestellt werden. Vor allem aber nehmen die beiden Augen als Folge der Parallaxe stark unterschiedliche Bildausschnitte wahr, welche das Gehirn des Betrachters in ein einheitliches Bild umzusetzen versucht. Nur bei Ferngläsern mit Porroprismen, die umgekehrt eingebaut sind (Pentax Papilio), ist entspanntes Sehen bis etwa 50 cm Nähe möglich, was zum Beispiel die vergrößerte Beobachtung von Insekten ermöglicht.
Daneben gibt es Ferngläser ohne Entfernungseinstellung auf dem Markt. Sie werden häufig mit Begriffen wie Fixfokus, Permafokus oder auch Autofokus (nicht zu verwechseln mit automatischer Fokussierung, die zum Beispiel in Fotoapparaten vorkommt) belegt. Alle optischen Bauteile sind für den meistens ausreichenden Entfernungsbereich von einigen Metern (ab etwa 20 m, zum Beispiel bei den Steiner-Ferngläsern mit „Sports-Auto-Focus“) bis unendlich gegenseitig fixiert. Lediglich eine beidseitige Dioptrieneinstellung an den Augen ist vorhanden, die bei billigeren Ferngläsern jedoch fehlt.
Fixfokus-Gläser werden zum Beispiel zum Beobachten von Sportveranstaltungen, die in größerer Distanz stattfinden (Fußballspiele, Pferderennen, Segelregatten), gebraucht. Auch Ferngläser für nautische Zwecke („Marinegläser“) haben häufig einen Fixfokus, da die zu beobachtenden Objekte überwiegend in größerer Entfernung liegen. Ein Zusatzvorteil vor allem für den Gebrauch auf See ist, dass sie einfach wasserdicht gemacht werden können, weil keine Einstellungen von außen vorgenommen werden müssen. Nachteil ist die relativ kleine Vergrößerung (4- (selten) bis 7-fach), die sich aus der verlangten höheren Schärfentiefe ergibt.
Eine gewisse zusätzliche Entfernungseinstellung findet in den Augen des Beobachters statt, was sich nach längerem Beobachten durch Ermüdung bemerkbar macht. Jüngere Beobachter, die noch über eine gute Akkommodationsfähigkeit ihrer Augen verfügen, sind im Vorteil.

### Ferngläser mit variabler Vergrößerung
Ferngläser werden von etlichen Herstellern auch mit variabler Vergrößerung angeboten. Hierbei gibt es zwei Prinzipien:
- Ferngläser mit kontinuierlicher Einstellung nach dem Zoom-Prinzip (meist für einen Teilbereich zwischen etwa 5-facher und 20-facher Vergrößerung)
- Ferngläser mit zwei Fixeinstellungen, zwischen denen jeweils umgeschaltet werden kann (meist von 7- auf 12-, von 8- auf 12- oder von 10- auf 15-fache Vergrößerung).

Die erste Kategorie enthält sehr unterschiedliche Porroprismen-Ferngläser; sie werden in allen Gewichts- und damit Lichtstärkeklassen angeboten, von 180 g (z. B. Eschenbach Vektor 5-15x21) bis über 1000 g (z. B. Nikon Action 10-20×50CF). Gegenüber Ferngläsern mit fester Vergrößerung besitzen Ferngläser mit Zoom-Vergrößerung mehr Linsen und damit – insbesondere bei preiswerten Modellen – sowohl höhere Lichtverluste als auch störende Farbsäume. Ferner sind Sehfeld und Nahfokussierung aufgrund der längeren Bauweise des Okulars auch bei der jeweils niedrigsten Vergrößerung meist deutlich schlechter als bei Gläsern mit einer festen Vergrößerung. Bei der jeweils stärksten Vergrößerungsstufe ist die Austrittspupille klein und der Sehkomfort und das Dämmerungssehen damit stark eingeschränkt. Zusätzlich stört ab etwa 12-facher Vergrößerung die Verwackelung ohne Stativverwendung stark. Anwender mit hohem optischem Anspruch verwenden infolge dieser Einschränkungen selten Zoomgläser.
Die zweite Kategorie umfasst vielfach hochwertige Dachkantprismen-Ferngläser; die derzeitigen Produkte auf dem Markt (Leica Duovid-Serie, Leupold Golden Ring-Serie) wiegen um 600 bis 1250 g. Konstruktionsbedingte Einschränkungen (z. B. geringer Nahfokus) gibt es, wenngleich in geringerem Maße, auch bei diesen.
Zum Funktionsprinzip der Zoomgläser: Die Synchronisation erfolgt auf beiden Seiten über eine mechanische Kopplung, oft in Form eines biegsamen Metallstreifens, der in einer Schiene entlang der Okularbrücke (welche auch die synchrone Fokussierung über den Mitteltrieb ermöglicht) stauchungssicher geführt wird. Die Einstellung der Vergrößerung erfolgt zumeist über einen Hebel, der über die erwähnte Kopplung sowie eine Art Schneckengetriebe Linsengruppen in beiden Okularen verschiebt.

### Ferngläser mit Bildstabilisierung

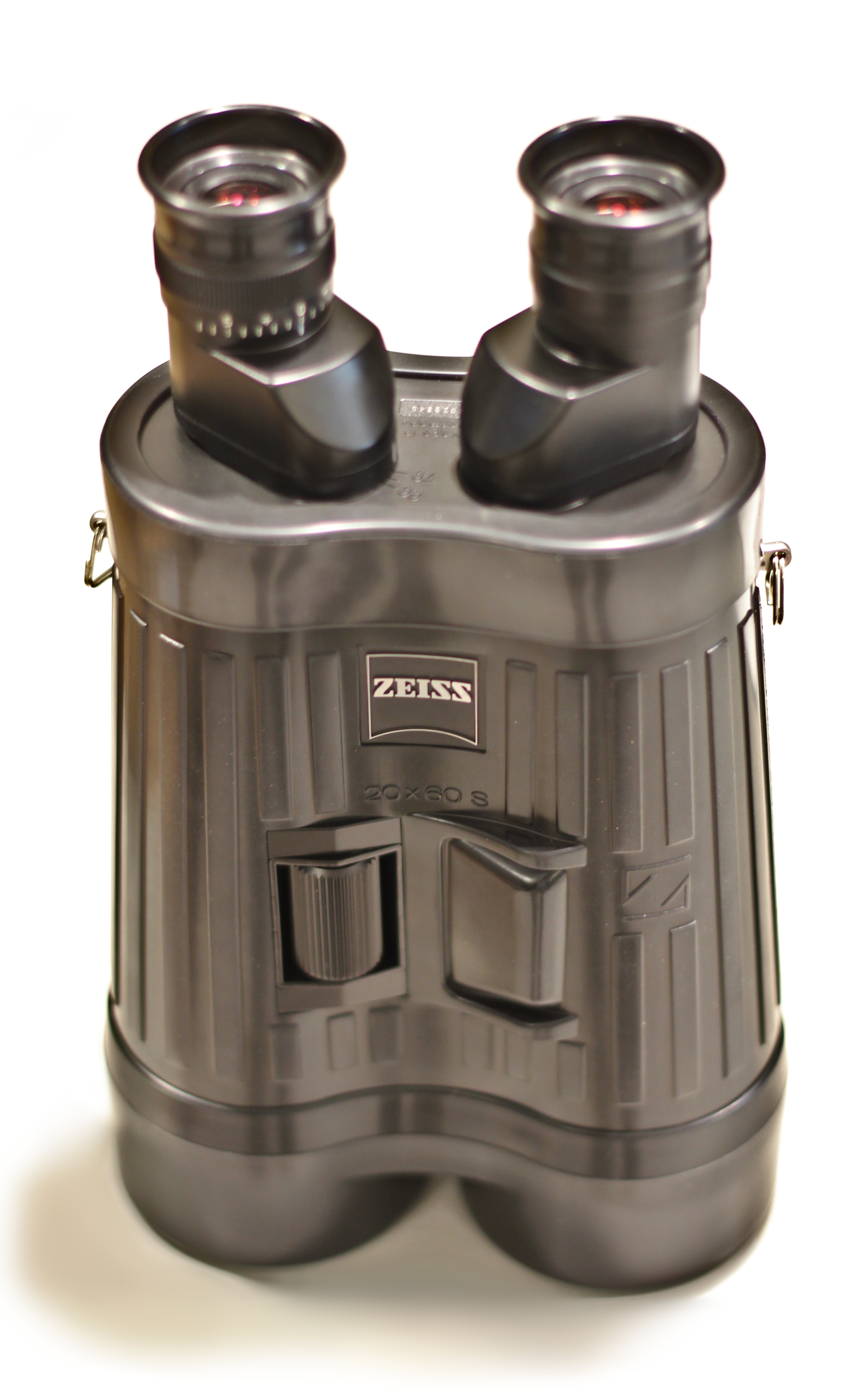
Zeiss 20×60 S, mit Bildstabilisierung

Einigermaßen verwackelungsfrei kann man nur bis zu etwa 7- bis 12-facher Vergrößerung beobachten und auch dies meist nur in Ruhe, zum Beispiel nicht unter Körperanstrengung (z. B. auf einer Bergwanderung) oder auf einem Schiff.
Von den Herstellern Canon (Modelle mit IS in der Bezeichnung), Nikon (StabilEyes-Modelle) und Fujinon (Techno-Stabi-Modelle) werden Ferngläser mit zuschaltbarer elektronischer Bildstabilisierung angeboten, die gerade bei freihändigem Gebrauch Verwackelungen deutlich verringern können und deren Funktion aus bildstabilisierten Kameraobjektiven bekannt ist. Zu den Nachteilen zählen Batterieverbrauch, größeres Volumen, größeres Gewicht, zumeist vergrößerter Mindestabstand zum Objekt (häufig zwischen 3,5 und 6 m, bei neueren Modell aber auch 2,5 und 2 m) und ein verkleinertes Sehfeld als normal. Ohne bzw. bei leeren Batterien funktionieren sie wie normale Ferngläser.
Carl Zeiss bietet das Fernglas 20×60 S (S als Kennzeichen für Bildstabilisierung) an, bei dem das Bild rein mechanisch durch ein kardanisch aufgehängtes, schwingungsgedämpftes Prismensystem stabilisiert wird; es benötigt also keine Batterien. Die verschiedenen Systeme unterscheiden sich in der Robustheit und in der Art der Korrektur: Manche Systeme halten beim Schwenken des Fernglases ein stabiles Bild, andere ermöglichen die Verfolgung bewegter Objekte und können das Zittern und Wackeln besser ausgleichen, so dass gerade bei starker Vergrößerung (20-fach) feinste Details sichtbar werden.
Es gibt auch Ferngläser mit kreiselunterstützter, rein mechanisch arbeitender Bildstabilisierung (Fujinon, Fraser-Volpe), die teilweise auch mit Nachtsichtoption angeboten werden.

## Wahl eines geeigneten Fernglases

### Allgemeine Bedingungen

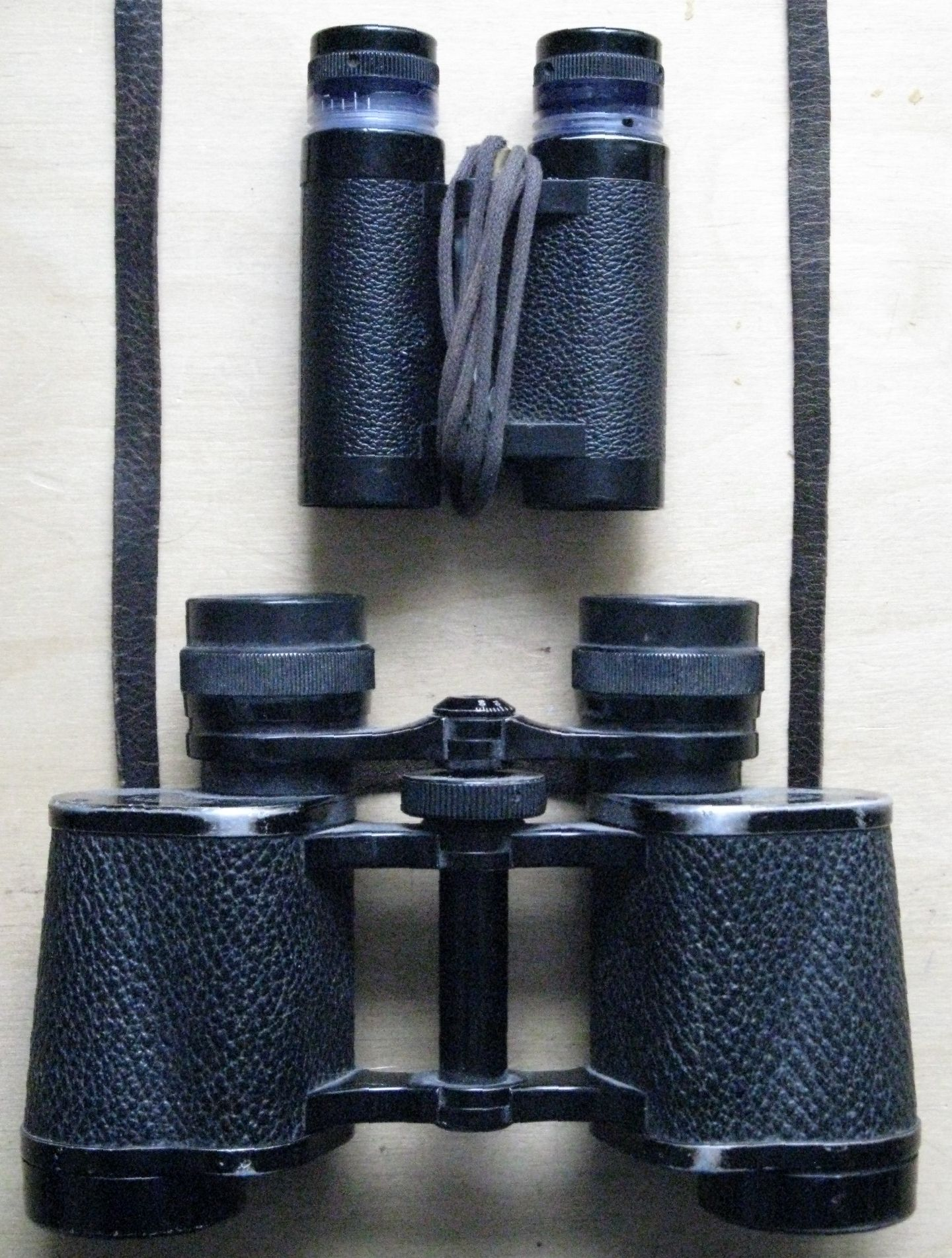
Größenvergleich zwischen „Standard“-Fernglas 8×30 (Porroprismen) und kompaktem Fernglas 8×20 („geradsichtige“ Dachkantpentaprismen)

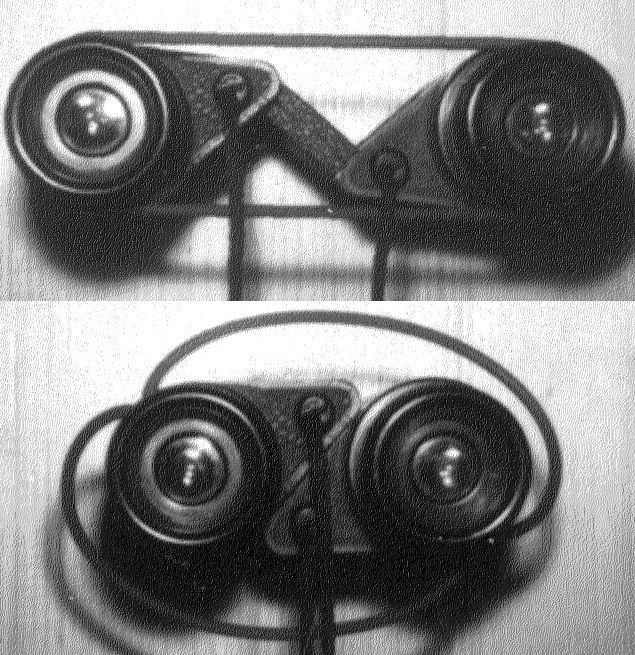
Erstes Kompaktfernglas (8×20) von Zeiss, Oberkochen; oben: vom Benutzer angebrachtes Band als Ersatz für fehlenden Mitteltrieb; unten: zusammengeklappt in Zick-Zack-Form

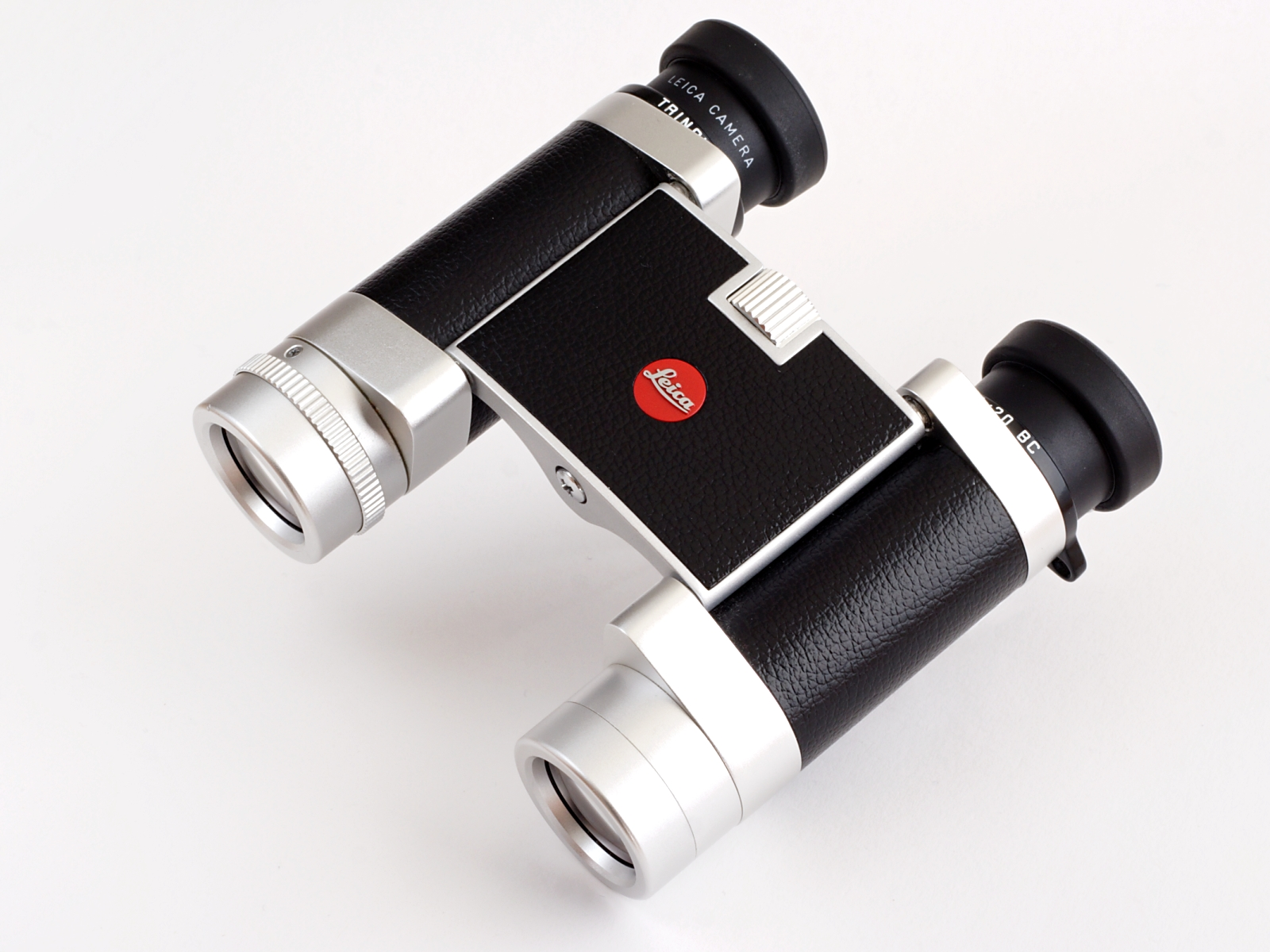
Kompaktfernglas 8×20 mit Mitteltrieb

Eine bei der Anschaffung eines Fernglases oft wenig beachtete, aber wesentliche Größe ist die Austrittspupille, die grundsätzlich nicht größer als die Augenpupille zu sein braucht. Wer ein Fernglas wie üblich meistens am Tage benutzt, kommt mit einem bedeutend leichteren und weniger voluminösen Instrument aus; er muss nicht ein vom Militär-Standard zum allgemeinen Standard mutiertes Glas der Größe 6×30 (oder 8×30) am Hals mittragen. Die Firma Zeiss, Oberkochen, brachte im April 1969 ein Fernglas der Größe 8×20 (Austrittspupille 2,5 mm) auf den Markt, das wenig mehr als 100 g wog. Da die Entfernungseinstellung an beiden Hälften einzeln vorzunehmen war (kein Mitteltrieb), konnte es im Zick-Zack auf nur 70 mm Breite zusammengefaltet (Gesamtvolumen 90 mm × 70 mm × 26 mm) und in eine Hemdentasche gesteckt werden. Zum Vergleich das „Standard“-Glas Deltintrem von Zeiss, Jena aus gleicher Zeit: 165 mm breit, mehr als 500 g. Heute haben solche kompakten Ferngläser auch einen Mitteltrieb, sind wenig schwerer und zusammengeklappt auch etwas breiter. Das Konzept hat sich aber, möglicherweise wegen der vielen billigen Angebote (ab 10 Euro) mit nur minimaler Qualität, bis heute nicht durchgesetzt, obwohl es selbstverständlich auch genügend Produkte mit hoher Qualität (ab 100 Euro) gibt.
Das „Standard“-Glas mit etwa 5 mm Austrittspupille ist als Nachtglas für den Gebrauch in der Dämmerung geeignet. Eine Austrittspupille von 7 mm eignet sich nur für das vollständig dunkel adaptierte Auge einer nicht zu alten Person (zum Beispiel 7×50). Auch die Verwendung eines Glases mit sehr hoher Vergrößerung ist ein Ausnahmefall, zum Beispiel bei der Wildtier-Beobachtung. Dabei ist praktisch ein Stativ zu benutzen, wodurch man auch über 12-fache Vergrößerung hinausgehen kann (monokular bei sehr hohen Werten).
Die Bevorzugung einer hohen Vergrößerungszahl ist – nicht wie die einer hohen Austrittspupille – ohne entscheidende Bedeutung. Hohe Vergrößerung erlaubt zwar eine bessere Detailerkennbarkeit kleiner, entfernter Objekte, erkauft sich dies aber mit größerer Bildunruhe, einem kleineren Sehfeld, einer geringeren Schärfentiefe sowie einer geringeren Lichtstärke oder aber einem größeren Gewicht. Der Nachteil einer nur 6- oder 7-fachen Vergrößerung im Vergleich zu einer 10-fachen Vergrößerung ist angesichts der eingehandelten Vorteile vielfach erträglich: Eine 6,5-fache Vergrößerung bedeutet, dass ein 100 m entfernter Vogel so groß erscheint, als wäre man noch etwa 15 m entfernt, während eine 10-fache Vergrößerung so wirkt, als wäre man 10 m entfernt. Das heißt, man fühlt sich subjektiv im ersten Fall „nur“ 85 m näher am Objekt, im anderen Fall etwa 90 m näher. 
Brillenträger müssen auf brillentaugliche Ferngläser achten, wenn sie nicht bei jeder Beobachtung ihre Brille abnehmen wollen (was jedoch durch Verwendung eines Brillenbandes erleichtert wird). Soll das Fernglas sowohl mit als auch ohne Brille benutzt werden, empfiehlt sich vor dem Kauf ein eingehender Test, um festzustellen, ob alle Einstellungen (Dioptrieneinstellung, Okular- bzw. Augenmuscheleinstellung, Unendlichstellung und Naheinstellung bei der Fokussierung, Überblickbarkeit des gesamten Gesichtsfeldes) sowohl mit als auch ohne Brille zufriedenstellend realisierbar sind.
Beim Erwerb eines Fernglases sollte neben dem Einsatzzweck auch die persönliche Situation kritisch berücksichtigt werden: einer eher leichten Person kann schon ein Fernglasgewicht zur Last fallen, das eine kräftige Person als zu gering, weil verwackelungsanfällig, empfindet. Auch sollten die Fernglasgröße und die Bedienbarkeit zur Handgröße passen.

### Auswahl nach Verwendungszweck
- Wer nicht auf Abbildungsqualität und längere Benutzung achtet, sondern sich nur unterhalten möchte, sollte sich ein preiswertes Fernglas, möglicherweise sogar mit variabler Vergrößerung anschaffen. Für diese weltweit größte Zahl von Nutzern stehen auch Ferngläser mit Zoom-Vergrößerung zur Verfügung. Zoom-Gläser werden in allen Gewichts- und Preisklassen angeboten, sind aber insbesondere im Kompakt- und Subkompaktbereich um 180 bis 310 g (z. B. Eschenbach Vektor 5-15×21, Pentax 8-16×21 UCF Zoom II, Nikon Travelite 8-24×25 CF) nützlich. Ferngläser mit variabler Vergrößerung können aus Konstruktionsgründen prinzipiell nie die optische Leistung von guten Gläsern mit festem Vergrößerungsfaktor erreichen: So erfolgen unter anderem stets Abstriche in der Größe des Sehfeldes, in der Nahfokussierung und im Sehkomfort bei den stärksten Vergrößerungen (sehr kleine Austrittspupille von teilweise nur 1 mm).
- Kompaktferngläser, auch Taschenferngläser genannt, sind für die Hand- oder gar Hemdtasche gedacht und werden in zum Teil hoher optischer Qualität mit den Kennwerten 6×18 bis 10×25 angeboten (Leica, Zeiss, Swarovski, DDoptics, Nikon, Pentax usw.). Sie wiegen meist zwischen 180 und 300 g und sind so die einzigen binokularen Prismenferngläser, die man gleichsam „immer bei sich“ haben kann. Allerdings eignen sie sich nicht in der Dämmerung und weisen ein etwas eingeschränktes Sehfeld auf. Viele, vor allem im Niedrigpreissektor, sind auch nicht für Brillenträger geeignet. Viele Menschen können sie infolge der kleinen Masse nur schwer zitterfrei halten, weshalb eine eher niedrige Vergrößerung von 6× bis 8× vorteilhaft ist. Das Vixen Arena 12×23 (und einige Zoom-Gläser) ist mit einer Austrittspupille kleiner als 2 mm eine Ausnahme. Für Kompaktferngläser zum Besuch von Theatern, Kirchen oder Museen wird eine maximal 5-fache Vergrößerung (z. B. bei Nikon 5×15DCF Titan) empfohlen.
- Als Universal-Ferngläser für den Tag auf Wanderungen, für Landschafts-, Wild- und Vogelbeobachtungen und für die Dämmerung eignen sich die „Standard“-Ferngläser von etwa 8×25 bis 10×44, die zwischen 300 und 900 g schwer sind. Das höhere Gewicht ist ein Kompromiss lediglich dafür, bei allen anderen Anforderungen keinerlei Kompromiss eingehen zu müssen. Grundsätzlich kommen sowohl Dachkantprismengläser als auch Porroprismengläser in Frage, wobei letztere tendenziell etwas schwerer und im Nahbereich meist ungeeignet sind, sich aber dafür durch ein gutes Preis-Leistungs-Verhältnis bezüglich der optischen Abbildungsqualität auszeichnen. Bis etwa 500 g lassen sich Ferngläser noch erträglich am Hosengurt tragen, wofür manche Hersteller geeignete Gürteltaschen anbieten.
- Hochwertige Gläser mit variablen Vergrößerungen können sich für spezifische Anwendungen eignen. Viele renommierte Hersteller bieten allerdings infolge der notwendigen optischen Kompromisse keine Zoomgläser an, sondern höchstens Dachkantgläser mit Umschaltmechanismus für zwei Vergrößerungen (Leica, Leupold). Die Flexibilität in der Vergrößerung geht stets zu Lasten optischer Höchstleistung und bringt Einschränkungen in der Sehfeldgröße und in der Naheinstellung mit sich; auch ist das Gewicht höher als bei einem Glas, das die höchste als feste Vergrößerungszahl hat. Der Umschaltmechanismus kann für manche Situationen als zu träge empfunden werden; ein vorheriger Test im eigenen Einsatzbereich ist empfehlenswert. Auch umschaltbare Gläser haben neben dem Vorteil verschiedener Vergrößerung mehrere konstruktionsbedingte Nachteile.
- Für Tierbeobachtungen bei Tag bis zur Dämmerung eignen sich die oben genannten Universal-Ferngläser, unter Umständen auch hochwertige Dachkantgläser mit Vergrößerungsumschaltung. Für präzise Vogelbestimmungen ist äußerste Minimierung von Farbfehlern wesentlich, was aber unter Umständen den Kontrast etwas mindert oder eine leichte Gegenlichtempfindlichkeit herbeiführt. Für Tierbeobachtungen bei häufigem Dämmerungs- und Nachteinsatz, z. B. als Jagdglas, eignen sich nur lichtstarke Varianten. Häufige Kennwerte sind hier 7×50 (ruhiges helles Panoramabild) über 8×42 und 8×56 bis 9×63 (bessere Detailerkennbarkeit, aber 870 bis 1500 g schwer). Jagdgläser werden auch in Kombination mit batteriebetriebenen Laser-Entfernungsmessern (für 10 bis 1200 m Entfernung mit zusätzlicher ballistischer Information) angeboten.
- Die Nahbeobachtung ist eine Anwendung, die prinzipiell auch früher schon realisierbar war (z. B. bei Anwendung von Sprenger-Leman-Prismen seit den 1920er Jahren), aber erst in neuerer Zeit wieder als Verkaufsargument eine Rolle spielt. Mit solchen Gläsern lassen sich auch Insekten, Blumen oder Eidechsen detailliert erkennen und beobachten. Als minimaler Abstand zum Objekt werden von verschiedenen Herstellern hochwertiger Ferngläser (Kowa, Pentax, Swarovski usw.) Werte bis etwa 1,5 m angeboten, wobei im Einzelfall die Ergonomie überprüft werden sollte, da linker und rechter Strahlengang erheblich unterschiedliche Bilder zu den Augen senden. Durch eine modifizierte Bauweise erlauben heutzutage die Porroprisma-basierten Papilio-Modelle von Pentax eine recht komfortable Nahbeobachtung bis 50 cm. Dies ermöglicht selbst die Inspizierung antiker Münzen im archäologischen Museum oder Entzifferung kleiner Inschriften und auch das Betrachten von Modelleisenbahnanlagen, wo die Verengung der Sehstrahlen den realitätsnahen Eindruck noch erhöht. Da die Schärfentiefe gerade im Nahbereich mit zunehmender Vergrößerungszahl rasch abnimmt, empfehlen sich Vergrößerungen für den Nahbereich generell nur bis maximal 7-fach.
- Wer häufig einen Panoramablick in der Landschaft genießen will, sollte auf ein großes Sehfeld und ruhiges Schwenkbild achten. Um beim Schwenken keinen „rollenden“ Globuseffekt zu bekommen, sollte ein Fernglas mit angemessener kissenförmiger Verzeichnung gewählt werden. Da diese Eigenschaft im Werbematerial allerdings meist nicht näher erläutert wird, empfiehlt sich eine Fachberatung oder die Konsultation von Testberichten. Ferngläser mit großem Sehfeld neigen zu Abbildungsfehlern im Randbereich, die allerdings bei Spitzengeräten stark reduziert sind. Daneben bedingen große Sehfelder eine etwas größere Bauweise, was auf dem Einbau größerer Prismen oder der Verwendung von Linsen mit längerer Brennweite beruht. Gut korrigierte Dachkantprismen-Ferngläser werden heute bei 7-facher Vergrößerung für Sehweiten von maximal etwa 150 m pro 1000 m angeboten, bei 8-facher Vergrößerung bis etwa 140 m, bei 10-facher Vergrößerung bis etwa 120 m und bei 12-facher Vergrößerung bis etwa 100 m. Da die Fläche des Sehfelds quadratisch zur Sehweite steigt, ist sie bei 141 m bereits doppelt so groß wie bei 100 m. Größere Sehweiten sind sehr selten im Angebot, z. B. das Bushnell XtraWide 4×30 mit 300 m pro 1000 m (Fixfokus, nicht brillenträgertauglich), oder das Nikon Action VII 7×35 mit 163 m pro 1000 m. Viele Gläser mit großem Sehfeld bieten zugleich auch ein „ruhiges“ Bild (s. folgenden Abschnitt).
- Ein ruhiges und stabiles Bild erreicht man ohne Stativ am ehesten bei einer Vergrößerung bis etwa 7-fach. Diese ermöglicht obendrein ein weites Sehfeld und eine eindrückliche Tiefenschärfe. Eine wichtige Voraussetzung ist auch, dass möglichst keine „kidney beans“ (schwarze seitliche Abschattungen bei nicht genau zentriertem Einblick) auftreten. Aufgrund der geringen Vergrößerung bieten bei Tag auch Ferngläser mit kleinen Objektivgrößen bis 21 mm ein noch genügend lichtstarkes Bild; bei gelegentlichem Dämmerungseinsatz sollten sie wenigstens 35 mm und bei professionellem Dämmerungseinsatz oder Nachteinsatz wenigstens 42 mm betragen. Das Fernglas sollte bei zierlichen Personen um 250–400 g, bei mittelkräftigen Personen um 400–600 g wiegen, um einerseits ruhig in der Hand zu liegen, andererseits bei Benutzung nicht ermüdend zu wirken. Ferngläser mit diesen Vergrößerungs- und Gewichtsanforderungen sind allerdings eher selten (Pentax Papilio 6,5×21 mit 290 g, Vixen Foresta 6×32 DCF mit 450 g, Leupold Katmai 6×32 mit 515 g, Steiner Navigator 7×30 mit 520 g (Marineglas mit Fixfokus)). Neben einer geringen Vergrößerung, weitem Sehfeld und angepasstem Gewicht sind allerdings auch andere Faktoren wichtig, insbesondere eine hochwertig korrigierte Optik zur Minimierung des Streulichts, eine Austrittsblende von wenigstens 4 mm und ein angenehmes Handling. Ein individueller Test ist in jedem Falle angebracht.

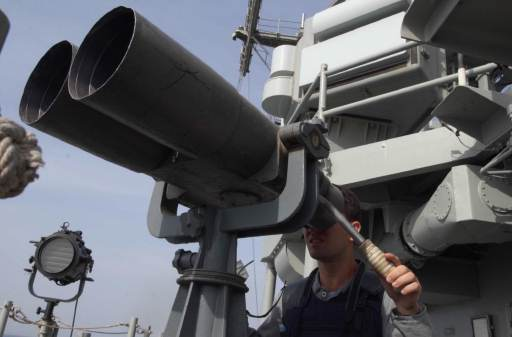
Moderner Großfeldstecher im Marineeinsatz

- Als Marineglas (Fernglas für nautische Zwecke und im Wassersport) empfiehlt sich eine eher geringe Vergrößerung mit großer Austrittsblende (7×30 bis 7×50), was Beobachtungen auf schwankendem Untergrund erleichtert und das Glas zugleich dämmerungs- bis nachttauglich macht. Ein höheres Gewicht ist an Bord kein Nachteil, da das Glas anders als beim Wandern nicht über weite Strecken getragen werden muss. Als praktisch gelten Gläser mit hohem Kontrast. Häufig werden speziell wasserdicht konstruierte Porroprismen-Ferngläser angeboten, teilweise mit zusätzlich eingespiegeltem (batteriebetriebenem) Kompass und einer Strichskala zur einfachen Distanz- oder Größenabschätzung (bei ungefährer Kenntnis der jeweils anderen Größe). Spezialfeatures können ein Gewinde zum Anbringen von Polarisationsfilter gegen Lichtreflexionen auf dem Wasser sein, eine wasserdichte und übersichtliche Dioptrieneinstellung, die sich leicht auf verschiedene Nutzer des Schiffs einstellen lässt und in gewissem Umfang auch der Fokussierung dient (verbessert gegenüber einer Zentralfokussierung die Wasserdichtigkeit). Praktisch sind Schwimmtragegurte, die das Fernglas im Ernstfall schwimmen lassen. Bei Militär und Grenzschutzbehörden gibt es sehr große Marine-Feldstecher, die nur mit einem Stativ benutzbar sind.
- Für astronomische Beobachtungen werden unter einem dunklen Landhimmel ähnliche Gläser eingesetzt wie für das Dämmerungssehen (also z. B. 7×50, 8×56, 9×63). Unter aufgehelltem Himmel, wie er im Stadtbereich auftritt, ist deren Einsatz aber weniger ratsam, weil das unerwünschte Licht des Himmelshintergrundes mit eingefangen und durch die große Austrittspupille verstärkt wahrgenommen wird. Dies führt zu einer Abschwächung des Kontrastes zwischen astronomischem Beobachtungsobjekt und Himmelshintergrund. Je aufgehellter also der Himmel ist, desto kleiner sollte die Austrittspupille des gewählten Fernglases sein. In der Stadt lässt sich deshalb mit einem 8×32- oder sogar mit einem 10×30-Fernglas besser beobachten als mit einem 8×56-Fernglas. Eine häufig von Hobby-Astronomen favorisierte Größe ist 10×50.
Da das Beobachten nach schräg oben in den freien Himmel beschwerlich und verwackelungsanfällig ist, empfiehlt sich gegebenenfalls der Einsatz eines Stativs. Es gibt zu diesem Zweck auch spezielle Fernglasstative bzw. -montierungen („Binomount“), deren Mechanik ähnlich der einer Schreibtischlampe funktioniert. Bildstabilisierte Ferngläser bringen ebenfalls eine deutliche Erleichterung. Einige besonders für astronomische Zwecke hergestellte Großferngläser („Kometenjäger“) zur Stativverwendung sind wahlweise auch mit einem Schrägeinblick erhältlich. Das erleichtert sehr die Beobachtung hoher Objekte in der Nähe des Zenits.
Wenig geeignet sind hingegen viele Zoomferngläser. Ihr oft geringes Sehfeld erlaubt kaum Starhopping, also das Aufsuchen von Objekten über andere Objekte mittels Sternkarte. Noch problematischer sind die bei preiswerten Exemplaren meist zu findenden Abbildungsfehler, durch welche die Sterne nicht mehr punktförmig aussehen.
- Stärkere Vergrößerungen erfordern in jedem Fall ein Stativ oder aber ein Fernglas mit eingebauter Bildstabilisierung. Bei welcher Vergrößerung die sinnvolle Grenze liegt, ist individuell verschieden; während manche Personen bis etwa 12-facher Vergrößerung noch ein relativ ruhiges Bild sehen können, liegt für andere schon bei 6- bis 7-facher Vergrößerung die Grenze. Das Mehrgewicht bildstabilisierter Geräte beträgt je nach Bauart zwischen 100 und 1000 g; sie werden derzeit im Vergrößerungsbereich von 8-fach (z. B. Canon 8×25 IS, 500 g) bis 20-fach (Zeiss 20×60 S, 1660 g) angeboten. Konstruktionsbedingt sind die meisten nicht ganz so stoß- und erschütterungsfest wie hochwertige Geräte ohne Bildstabilisierung.

## Anhang: Qualitative Eigenbeurteilung
Güte- und Qualitätsbeurteilung eines gebrauchten oder neuen Geräts sollte man einer Fachperson überlassen. Eine Eigenbeurteilung kann lediglich größere Schwächen aufdecken:
Bezüglich der Dichtigkeit erlaubt ein Blick durch die Objektive, Staubablagerungen oder Beschlag infolge Trübung zu erkennen.
Erkennt man einige wenige Kratzer, mögen diese im praktischen Gebrauch erträglich sein; sie fallen bei Sonne im Rücken kaum auf, führen aber im Prinzip zu Lichtablenkung infolge Brechung, Reflexion, Lichtstreuung und Lichtbeugung. Die Folge ist eine mit der Zahl und Stärke der Kratzer steigende Bildverschleierung infolge von Falschlicht im Fernglas, was besonders beim Blick zum Licht hin oder über spiegelnde Oberflächen zunehmend den Bildeindruck stört.
Die allgemeinen Anforderungen an Mechanik und Einstellungen sind weiter oben im Abschnitt „Bauweise und Ergonomie“ zusammengefasst. Um die Justage der beiden optischen Strahlengänge zu prüfen, betrachtet man durch das Glas eine weit entfernte senkrechte und waagerechte Grenzlinie. Schließt und öffnet man dabei die Augen, kann man feststellen, ob sich die beiden Teilbilder ohne Anstrengung zu einem einzigen Bild kombinieren lassen. Zwar lassen sich schlechte Justagen insbesondere bei jüngeren Beobachtern durch die (oft unbewusste) Augenstellung etwas kompensieren, was bei Kurzprüfung eines Geräts meist nicht bemerkt wird, jedoch bei längerer Benutzung zu Ermüdung und sogar Kopfschmerzen führen kann.
Zur Prüfung der geometrischen Ausformung der Austrittsblende (Austrittspupille) blickt man in einem Abstand von ca. 30 cm durch die Okulare gegen einen hellen Hintergrund. Ist sie nicht kreisförmig oder weist sie graue Ränder auf, ist dies meist ein Zeichen minderwertiger Qualität. Einige Bauteile des Glases, meist die Prismen, sind dann möglicherweise nicht ausreichend dimensioniert und führen zu einer Vignettierung (Bildabschattung am Gesichtsfeldrand).
Sphärische Abbildungsfehler lassen sich durch Betrachten einer punktförmigen Lichtquelle, zum Beispiel eines hellen Sterns, beurteilen. In der Bildmitte betrachtet, deuten Abweichungen von der Punktform auf Fehler der Optik hin, wobei aber nur bei sehr hochwertigen Gläsern ein nahezu punktförmiges Abbild des Sterns erwartet werden kann. Im Randbereich zeigen praktisch alle Ferngläser wegen der sphärischen Aberration ein zumindest geringfügig unscharfes, verzerrtes Bild des Sterns, was die praktische Benutzung jedoch kaum beeinträchtigt.
Farbneutralität und Vergütung des Fernglases lassen sich durch Betrachten heller weißer Flächen abschätzen. Ein Blauschimmer kann ein Hinweis auf eine Einfach-Beschichtung durch Magnesiumfluorid (MgF2) sein (bei modernen Geräten nur selten). Ein Grün- oder Braunstich kann auf die Verwendung preiswerten Glases oder billiger Vergütungen hinweisen. Mehrfachvergütungen zeichnen sich durch schwache, verschiedenfarbige Reflexe aus, die bei seitlicher Betrachtung der Linsen zu sehen sind. Hochwertige Vergütungen zeigen hierbei bläuliche, grünliche und purpurfarbene Reflexe.
Die vielfach bei Gläsern der unteren Preisklasse anzutreffenden und oft als „nachtaktiv“ beworbenen intensiv orangeroten oder goldfarbenen Effektbeschichtungen sind ohne objektiven Nutzen und reduzieren die Transmission häufig auf unter 50 %; sie zeigen am Tage einen Grünstich und sind in der Dämmerung, bedingt durch die niedrige Transmission, lichtschwach. Rotvergütung kann unter Kaufhaus- oder Discounter-Beleuchtung dem Käufer einen zunächst eindrücklichen 3D-Eindruck suggerieren, der aber keine objektiv messbaren Sehverbesserungen in der Natur mit sich bringt.

## Hersteller
Historisch entwickelten sich die heutigen Hersteller und Anbieter entweder aus der Optikbranche oder der Schmuckkristallverarbeitung und produzieren auch heute die Ferngläser noch selber. Andere Anbieter haben ihren Ursprung in der Brillenglasproduktion oder der Kameraherstellung, teilweise in der Waffenbranche. Fast alle Anbieter vertreiben neben Ferngläsern auch andere Produkte. Viele, darunter renommierte Anbieter, sind nicht selber Hersteller der Gläser oder stellen nur bestimmte ihrer Reihen selber her. Viele europäische, amerikanische und japanische Produktlinien werden aus Kostengründen in China hergestellt, wo lokale Firmen oft für verschiedene Marken gleichzeitig tätig sind; höherwertige Produktlinien werden teilweise in Japan produziert. Im Laufe der letzten hundert Jahre gab es zahlreiche Firmenübernahmen, Fusionen und Umbenennungen. In Deutschland bekannte Hersteller sind Steiner-Optik, Bresser, Canon, Carl Zeiss Sports Optics, Eschenbach Optik, Leica, Minox, Nikon, Swarovski.

## Synonyme
Prismenferngläser wurden Anfang des 20. Jahrhunderts auch als Trieder oder Triederbinokel bezeichnet.